# Biserica de lemn din Brotuna

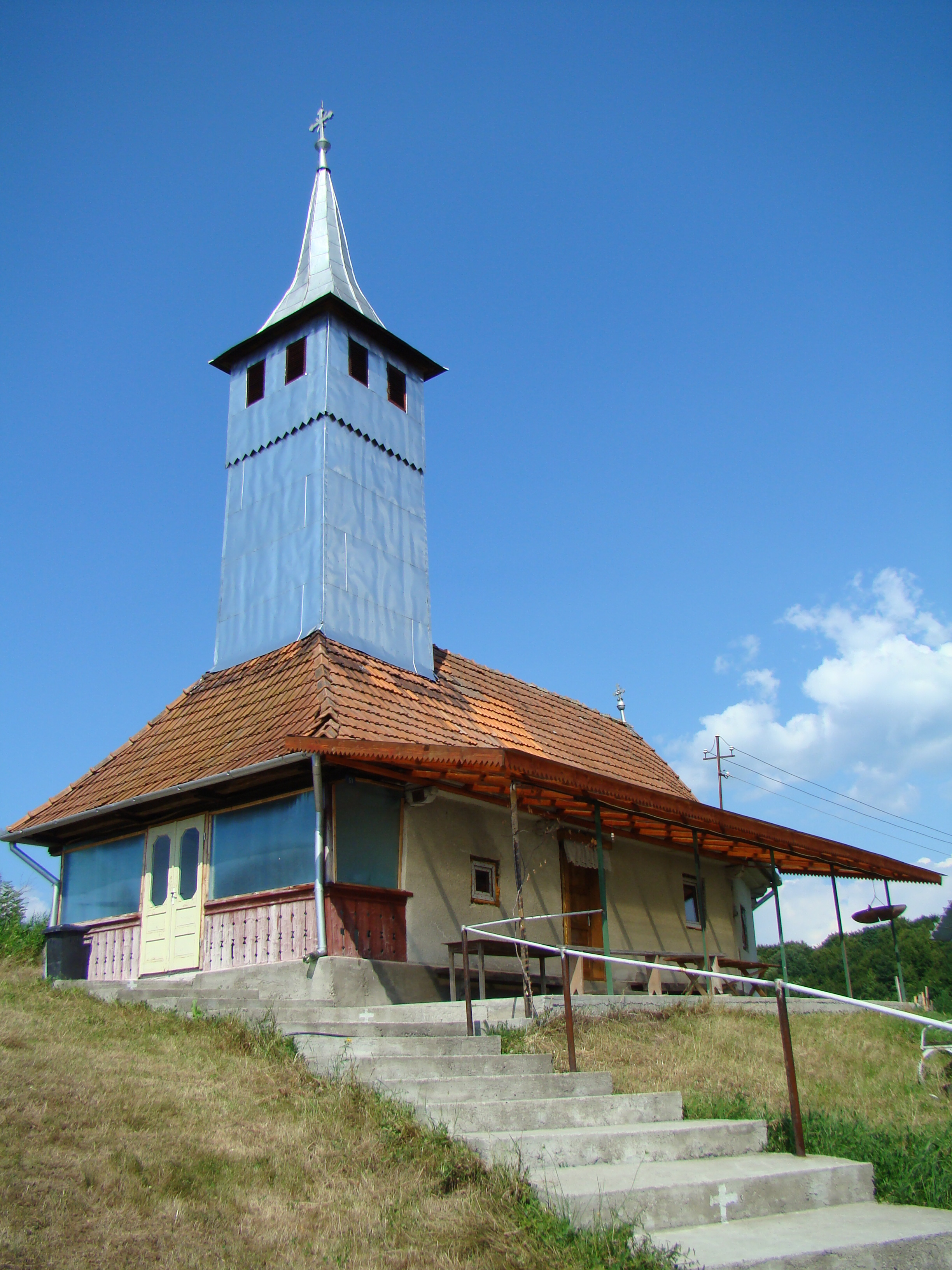
Biserica de lemn din Brotuna, comuna Vața de Jos, județul Hunedoara, foto: iulie 2009.

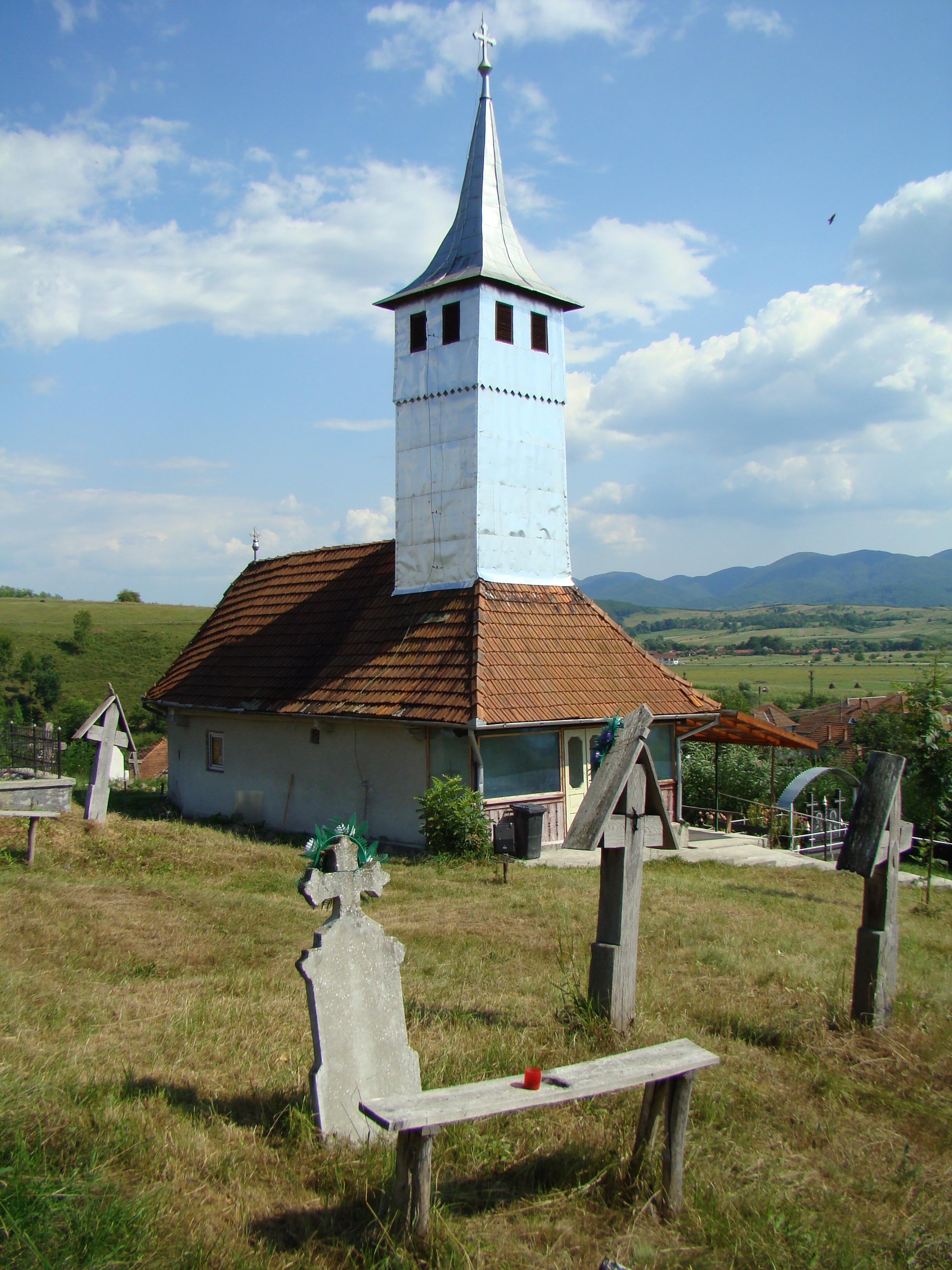

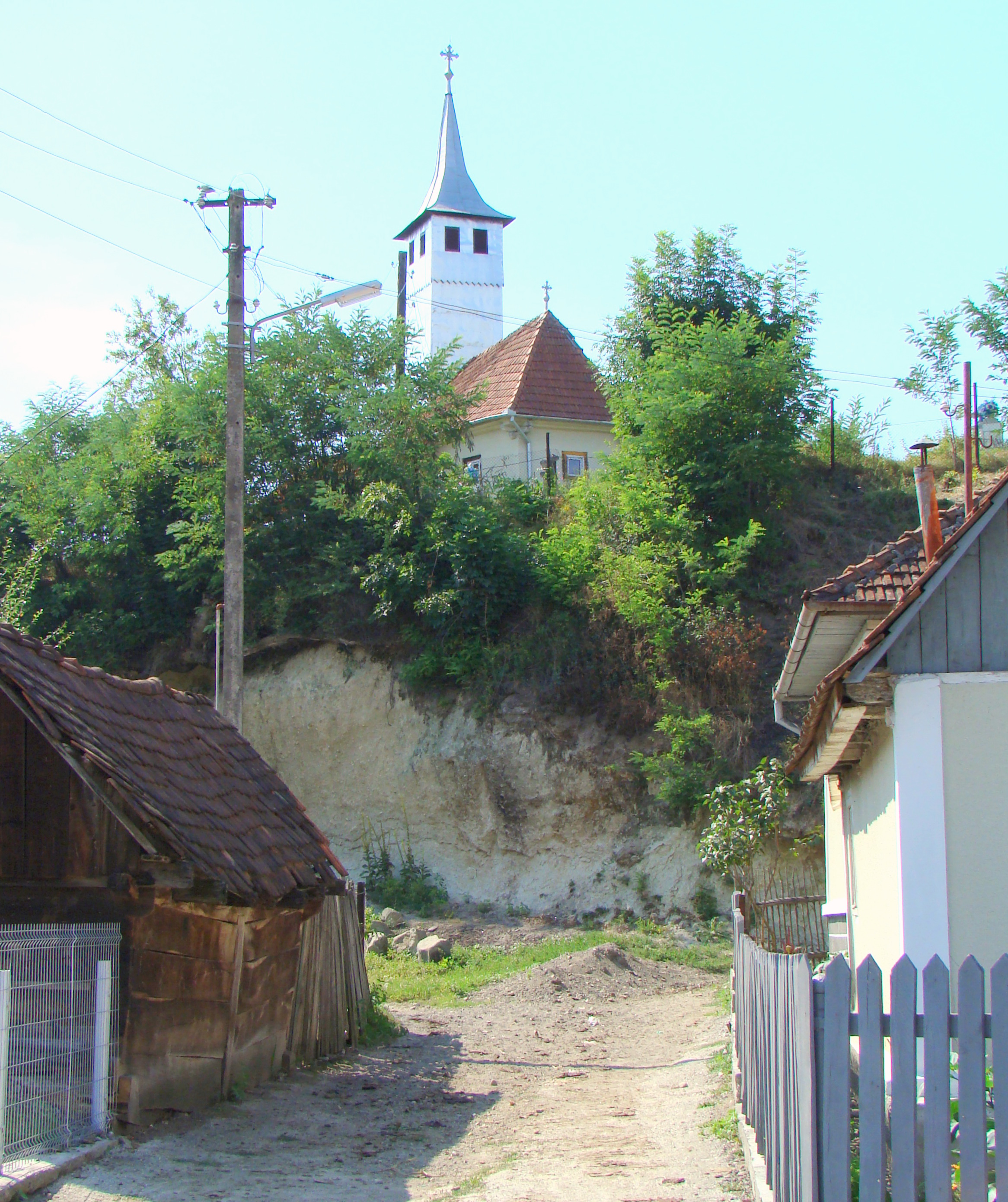

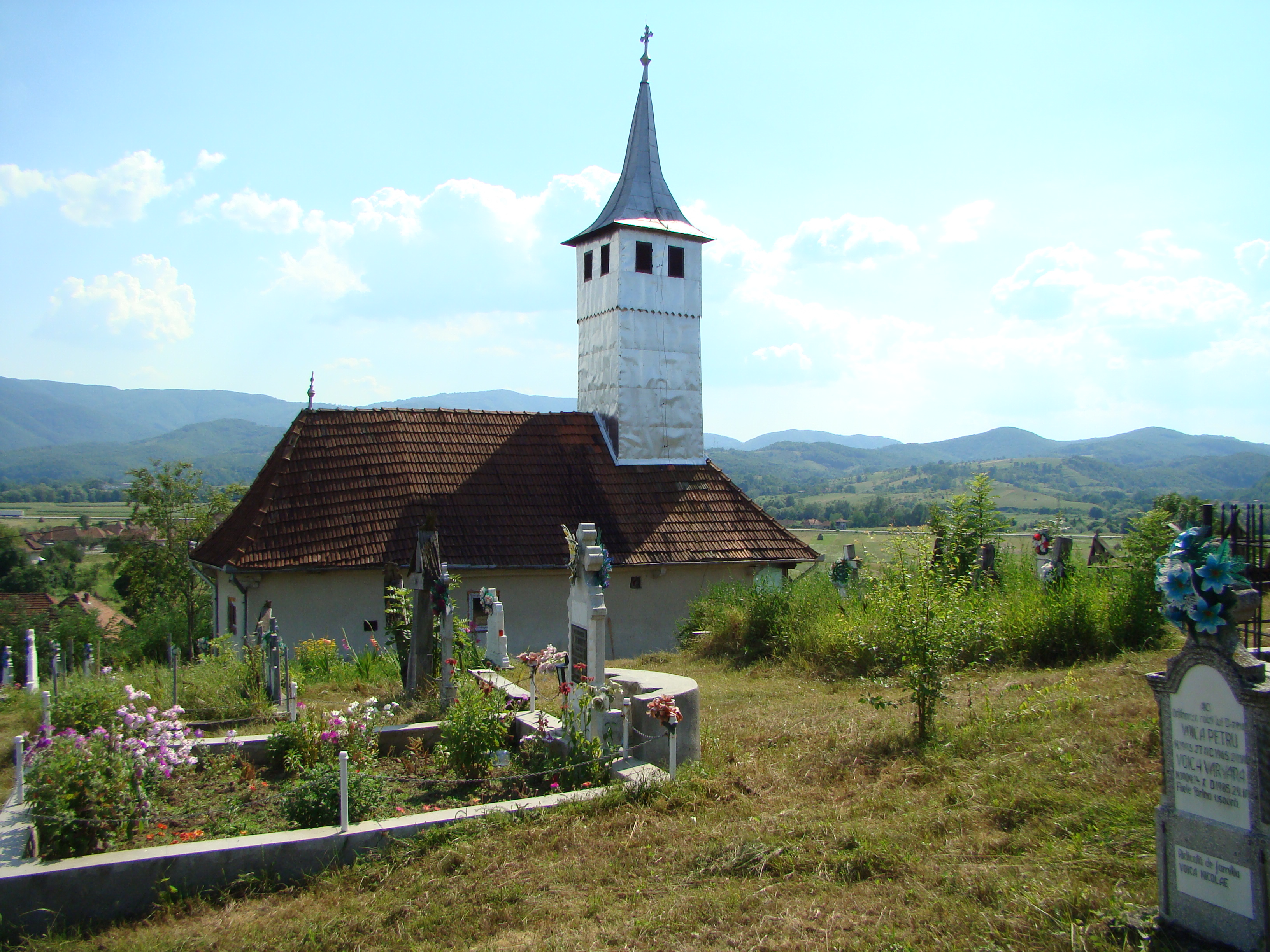

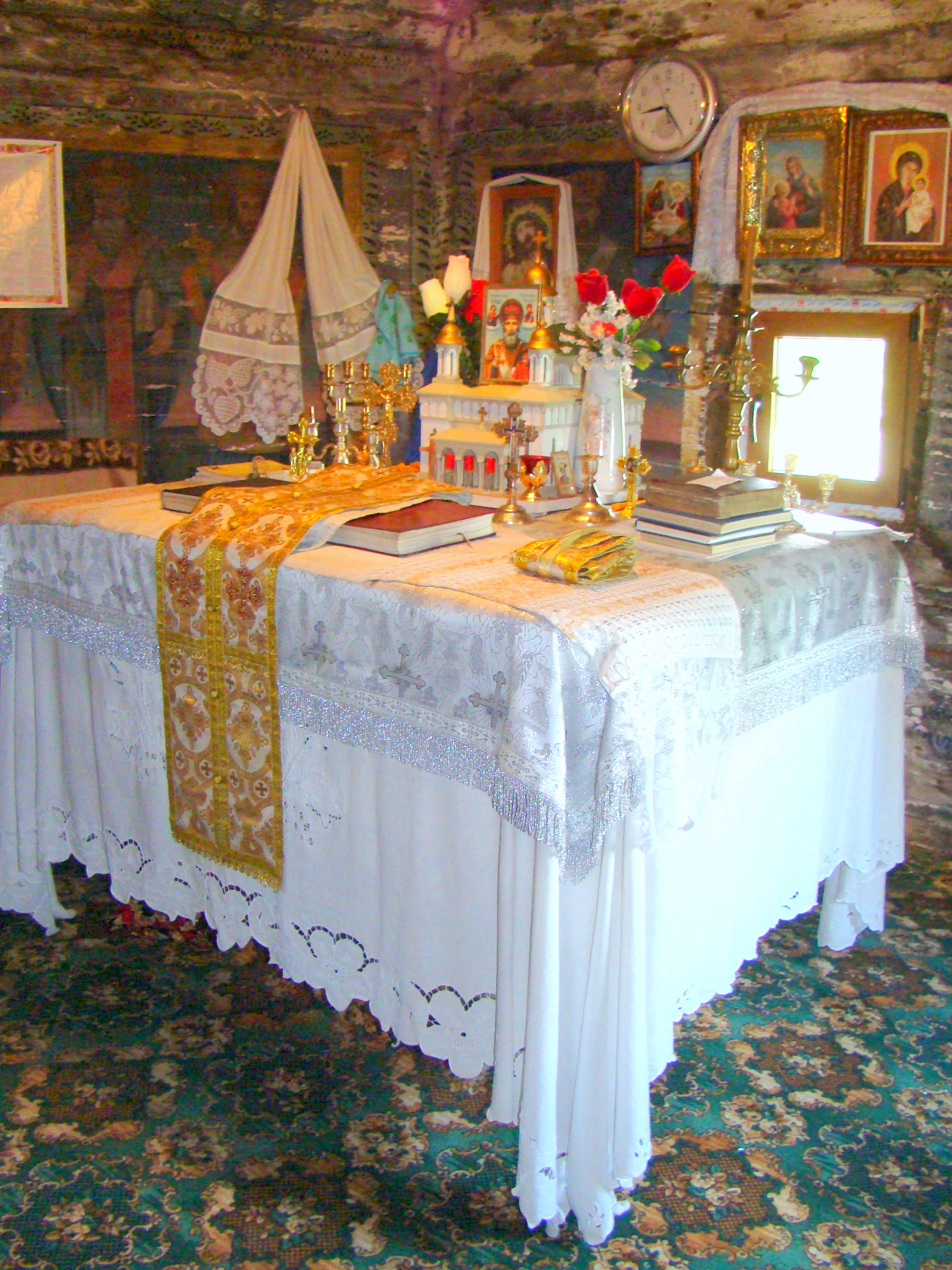

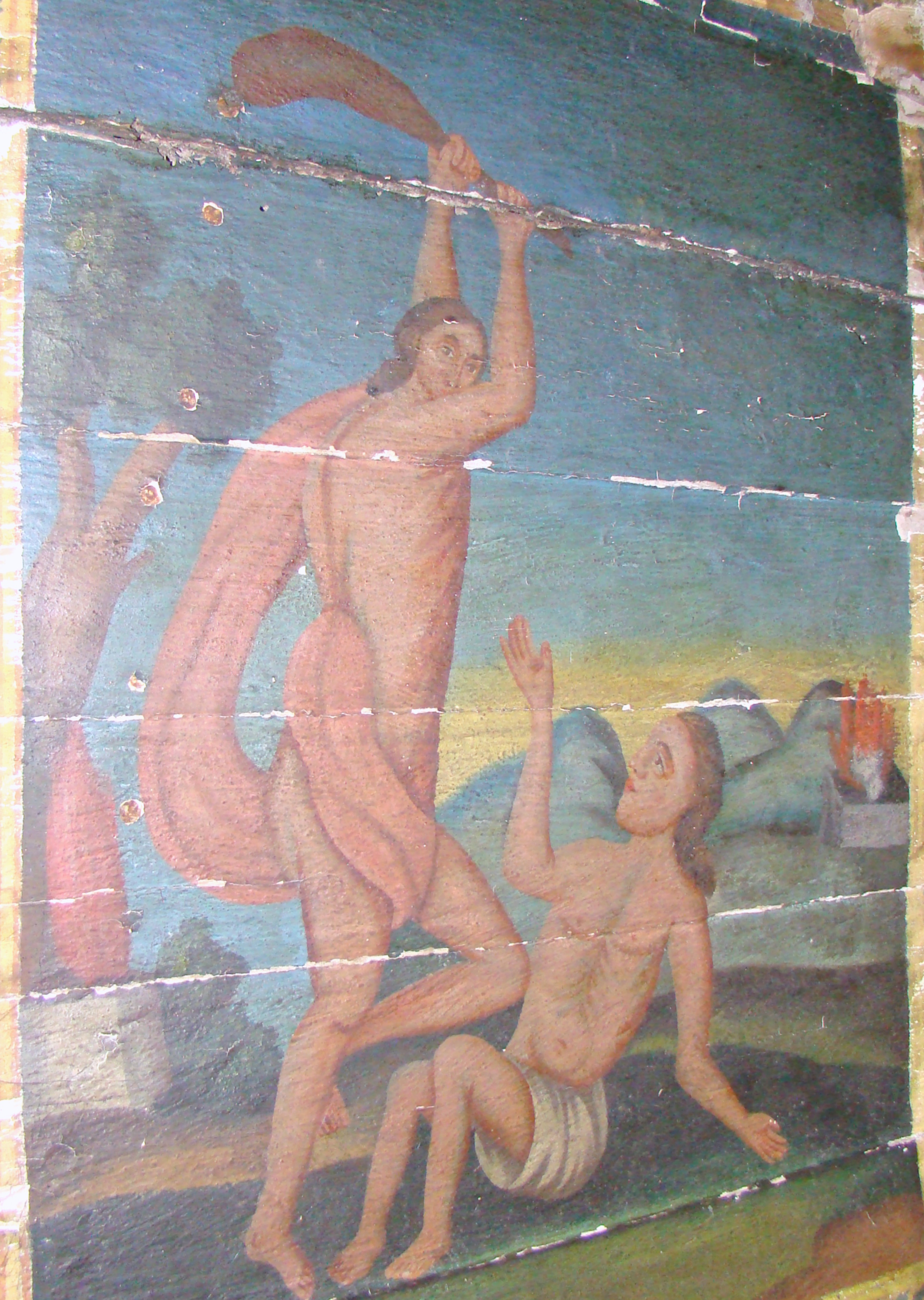

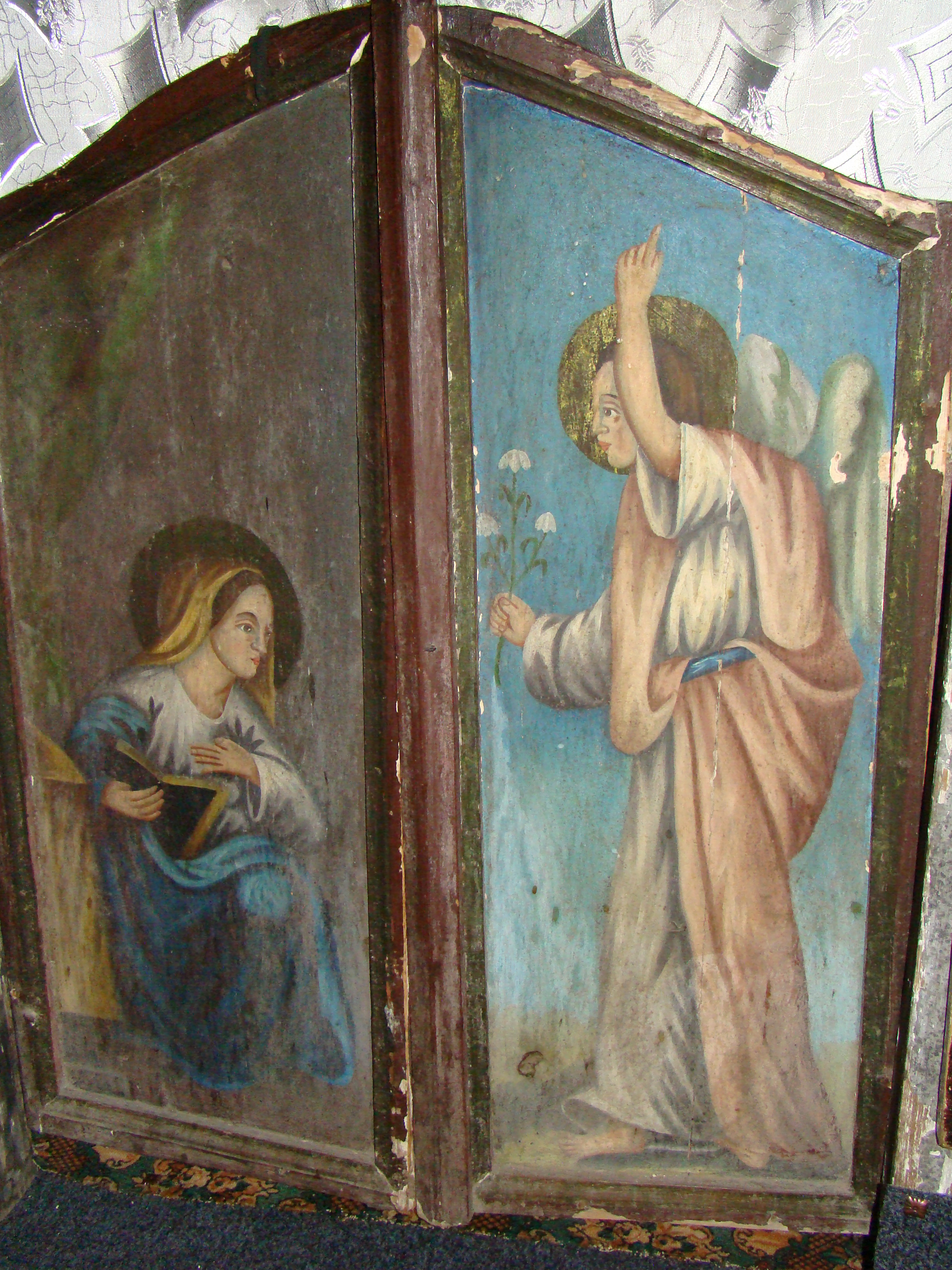

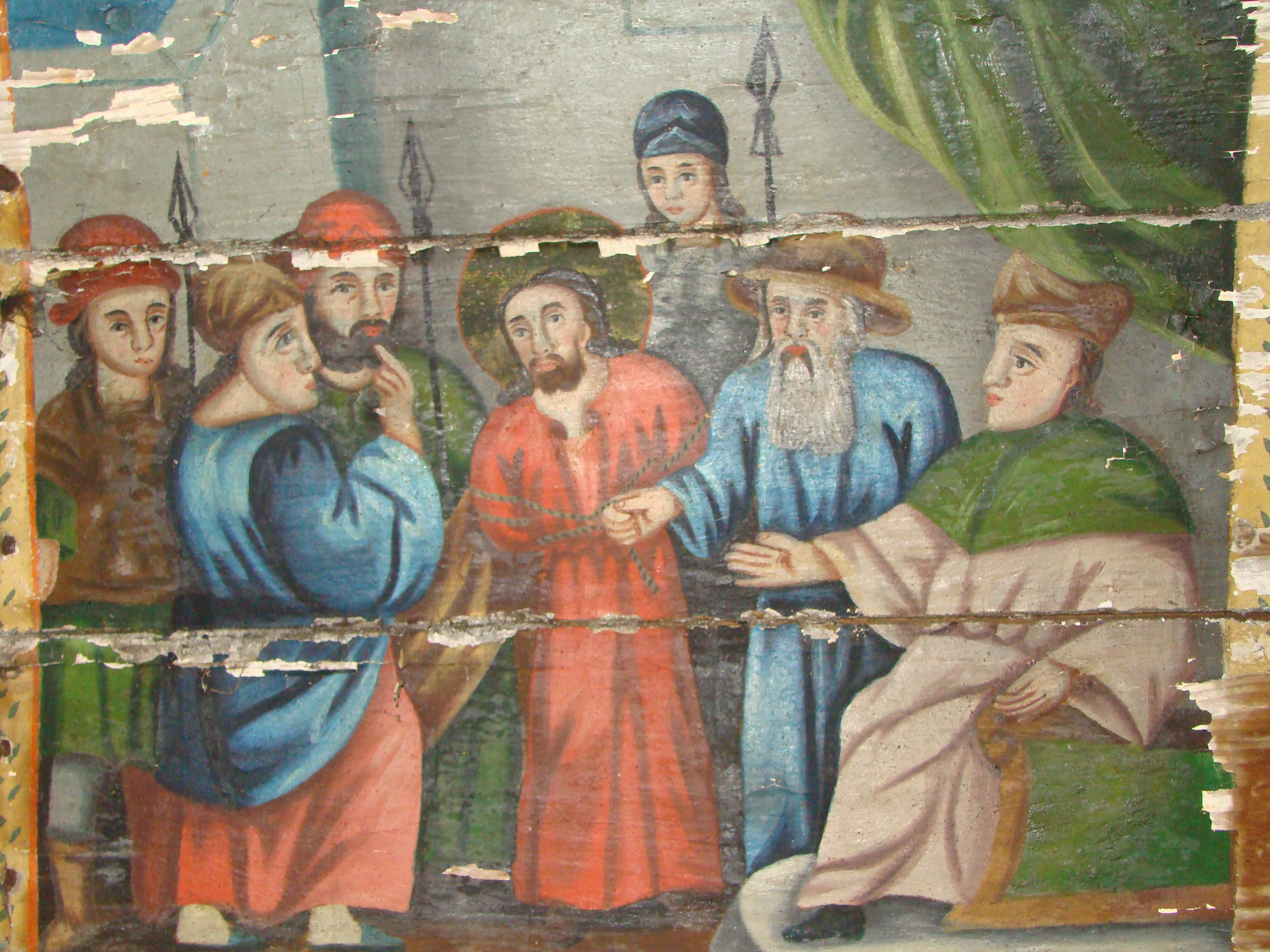

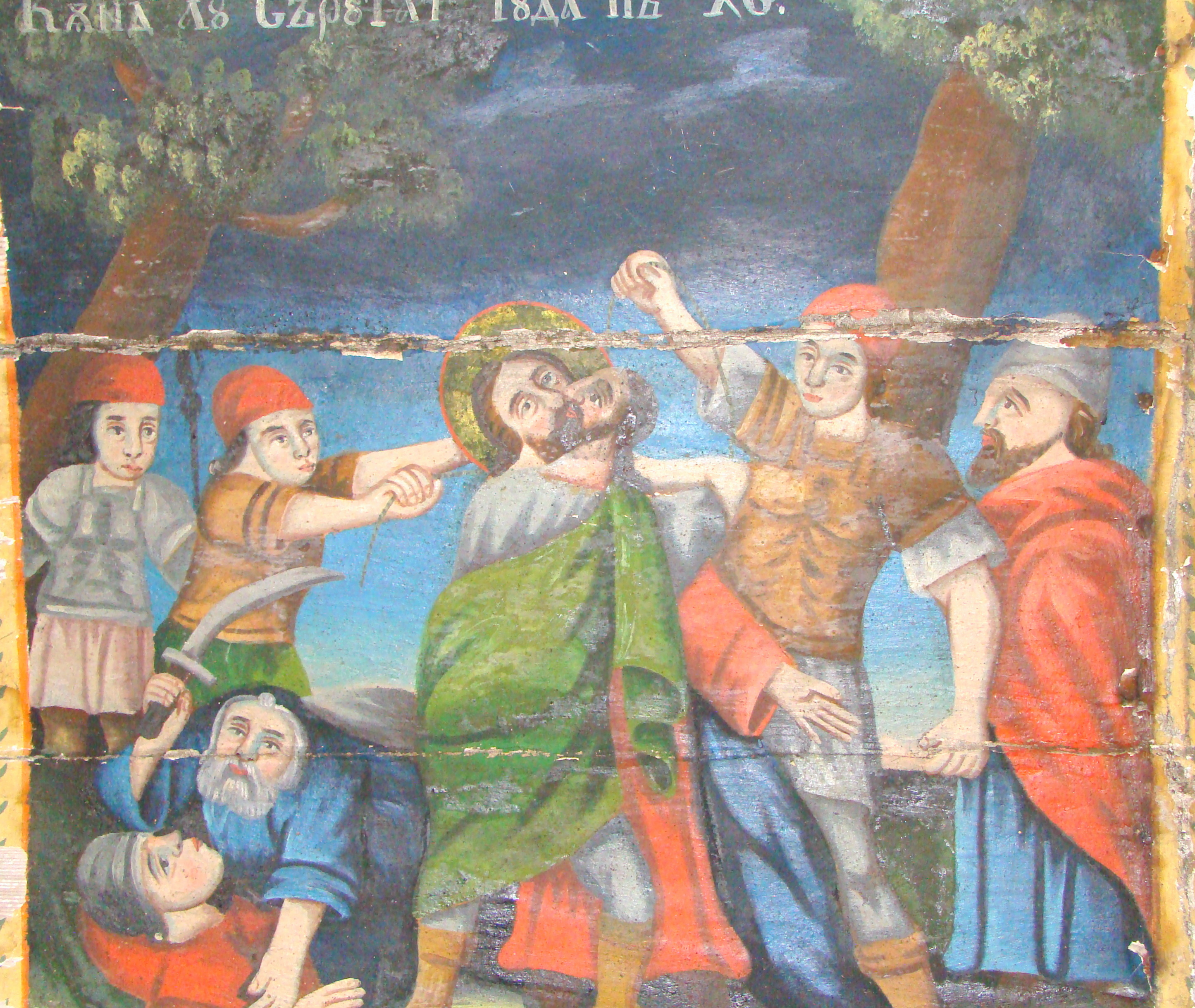

Biserica de lemn din Brotuna, comuna Vața de Jos, județul Hunedoara a fost ridicată în secolul XIX, cel mai târziu în jurul anului 1870 deși, probabil, biserica are o vechime mult mai mare. Are hramul „Sfântul Nicolae”. Nu figurează pe noua listă a monumentelor istorice, deși, ca și multe alte biserici din zonă (Ociu, Basarabasa, Căzănești, Lunca, Bodești, Ionești, Tisa, Cristești, Țărmure), adăpostește o foarte valoroasă pictură murală, atât cât s-a mai păstrat din ea datorită intemperiilor și trecerii timpului. 

## Istoric și trăsături
Biserica „Sfântul Ierarh Nicolae” din satul Brotuna este un edificiu de plan dreptunghiular, cu absida nedecroșată, poligonală, cu trei laturi. Deasupra pronaosului tăvănit se înalță un turn-clopotniță semeț, cu fleșă zveltă, învelit integral în tablă. Intrarea apuseană este precedată de un pridvor deschis; în dreptul celei sudice s-a adosat o terasă amplă. Suprafața exterioară a bârnelor este tencuită. Lăcașul, renovat în anii 1961, 1987 și 2007, a fost ridicat la mijlocul secolului al XIX-lea, pe locul unei bisericuțe din bârne, atestată atât de conscripțiile anilor 1761-1762 și 1829-1831, cât și de harta iosefină a Transilvaniei (1769-1773); a fost distrusă de unguri în timpul Revoluției de la 1848.  Datarea este sugerată de pisania fragmentară a bogatului decor iconografic interior, executat, cu intermitențe, între anii 1850 și 1866.

## Imagini din exterior

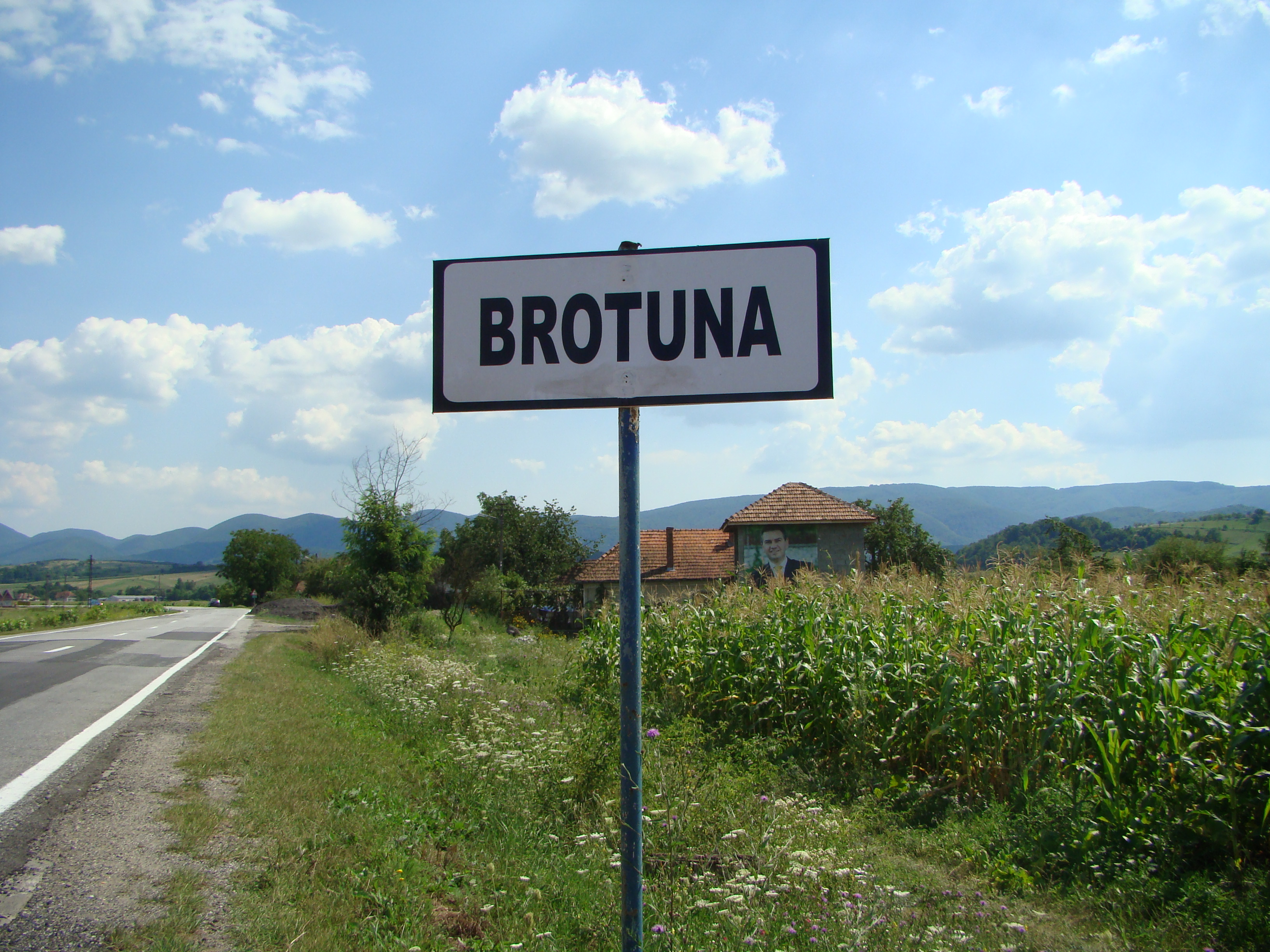
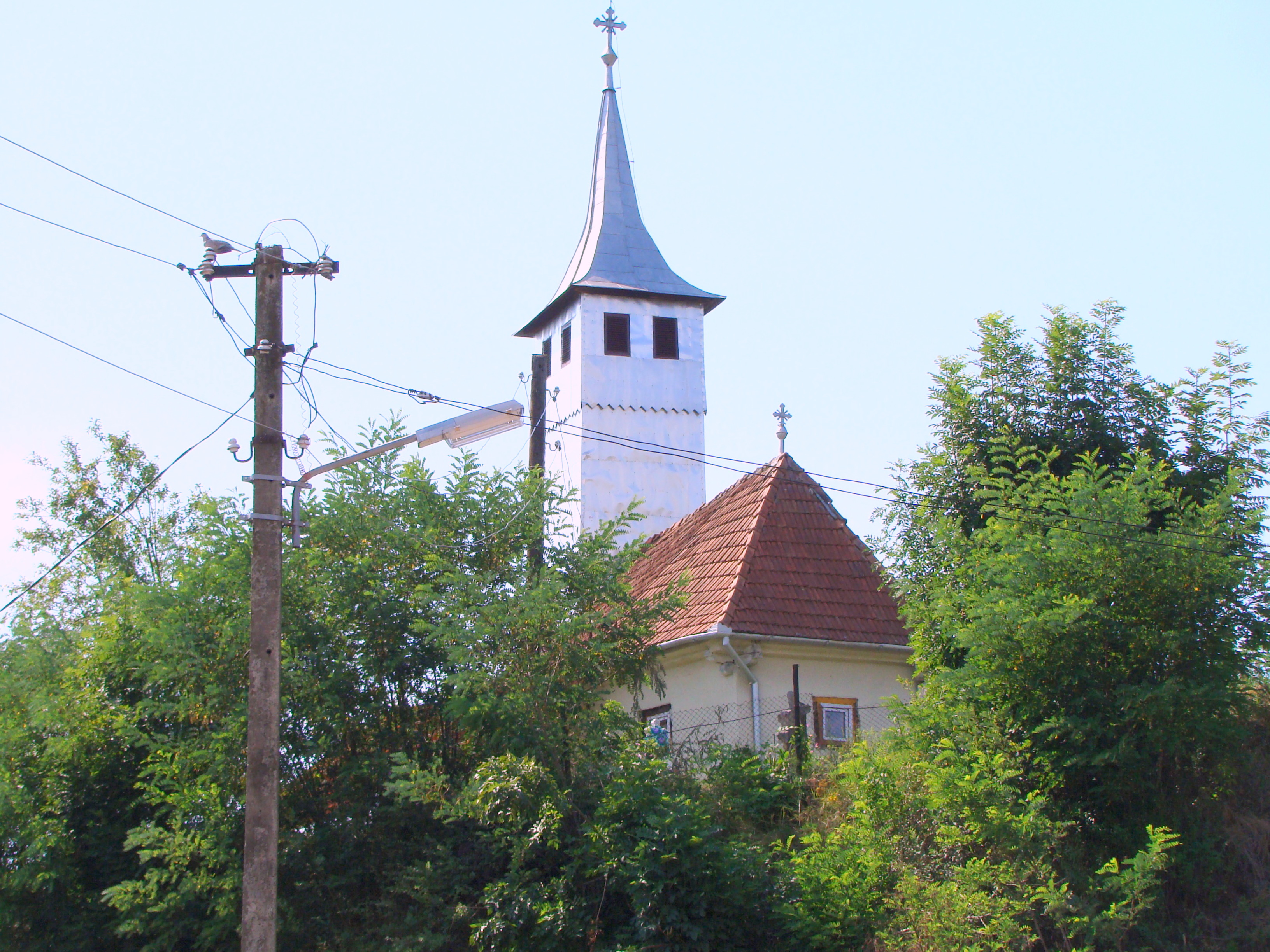
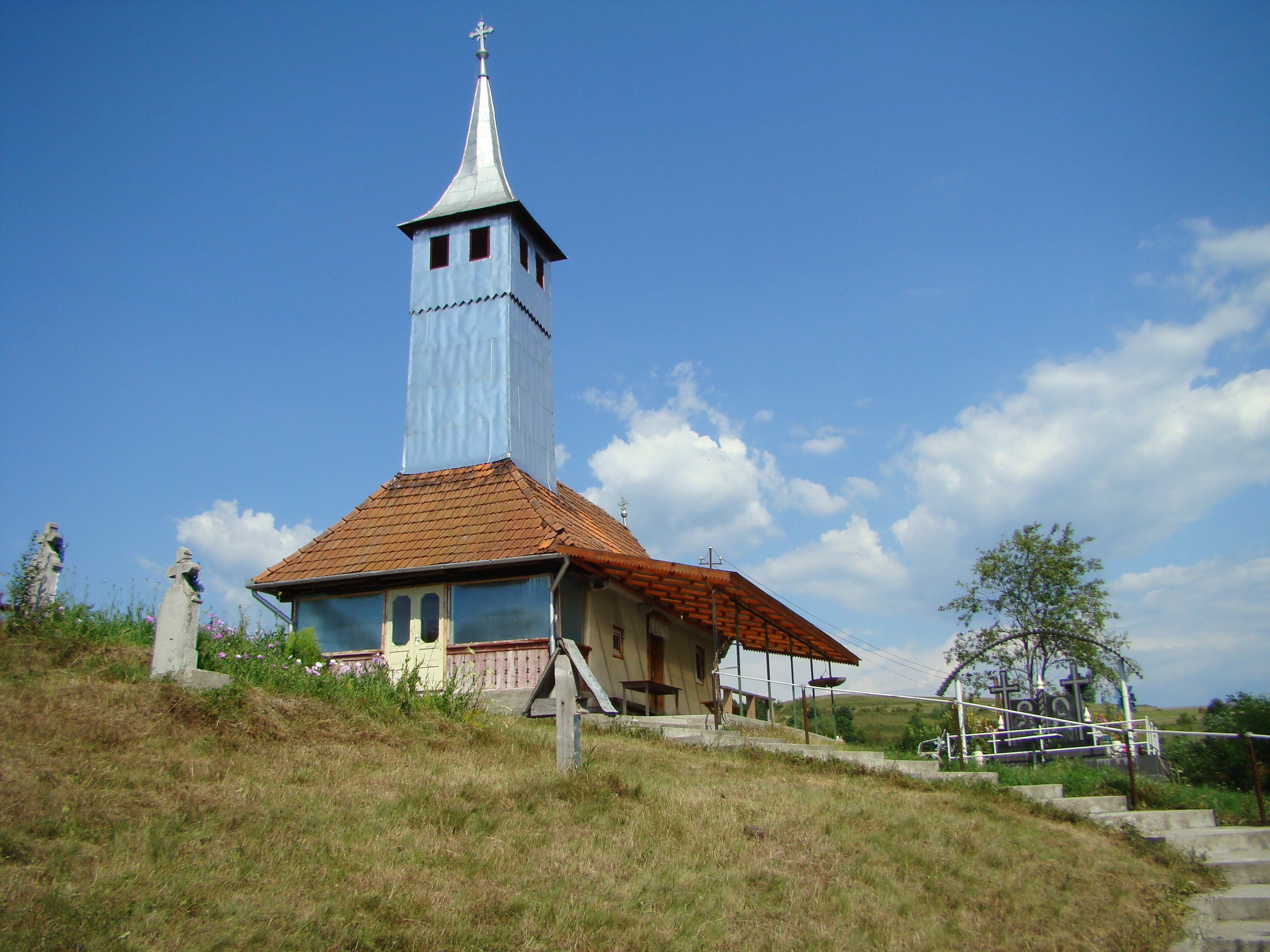
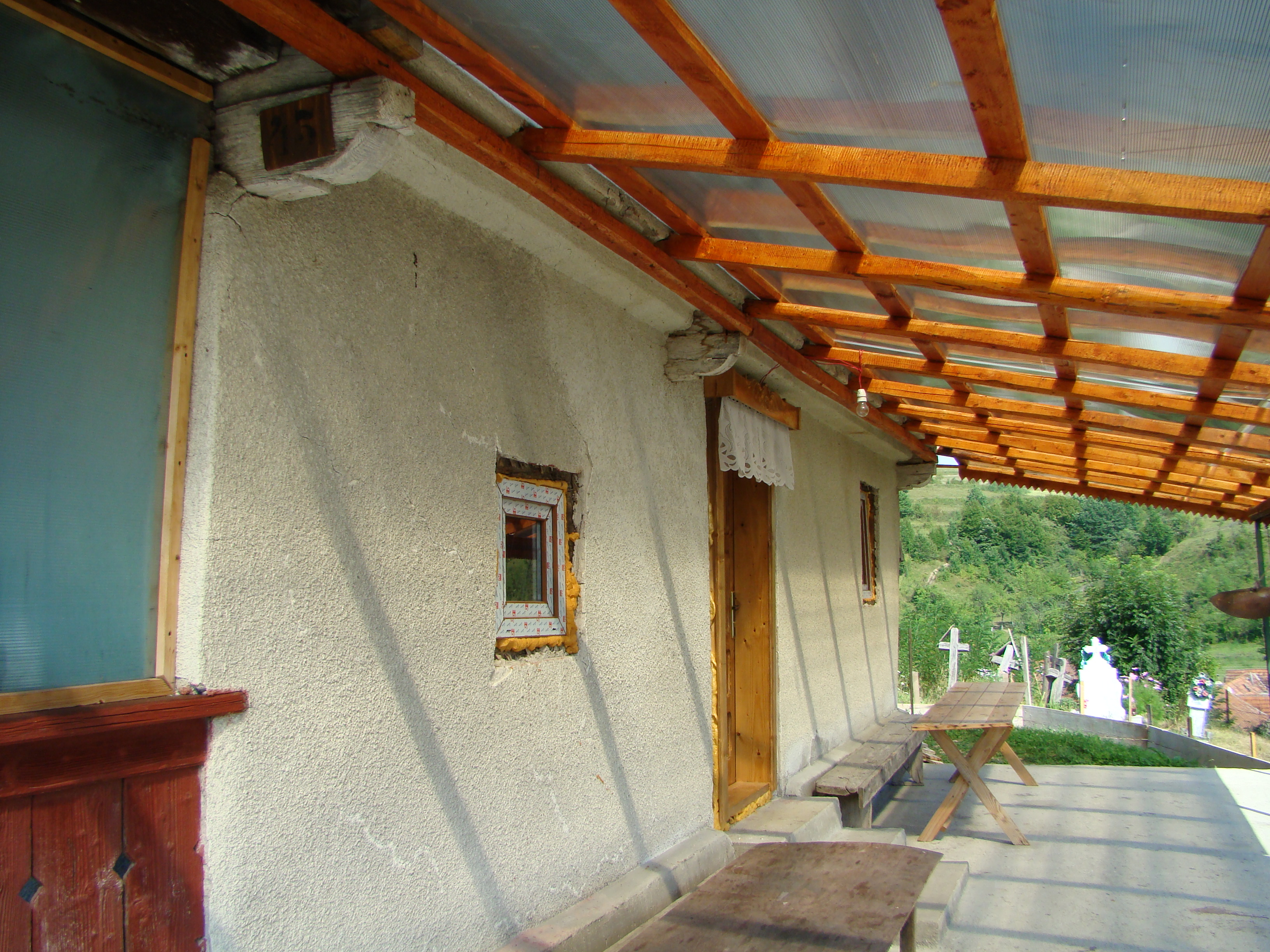
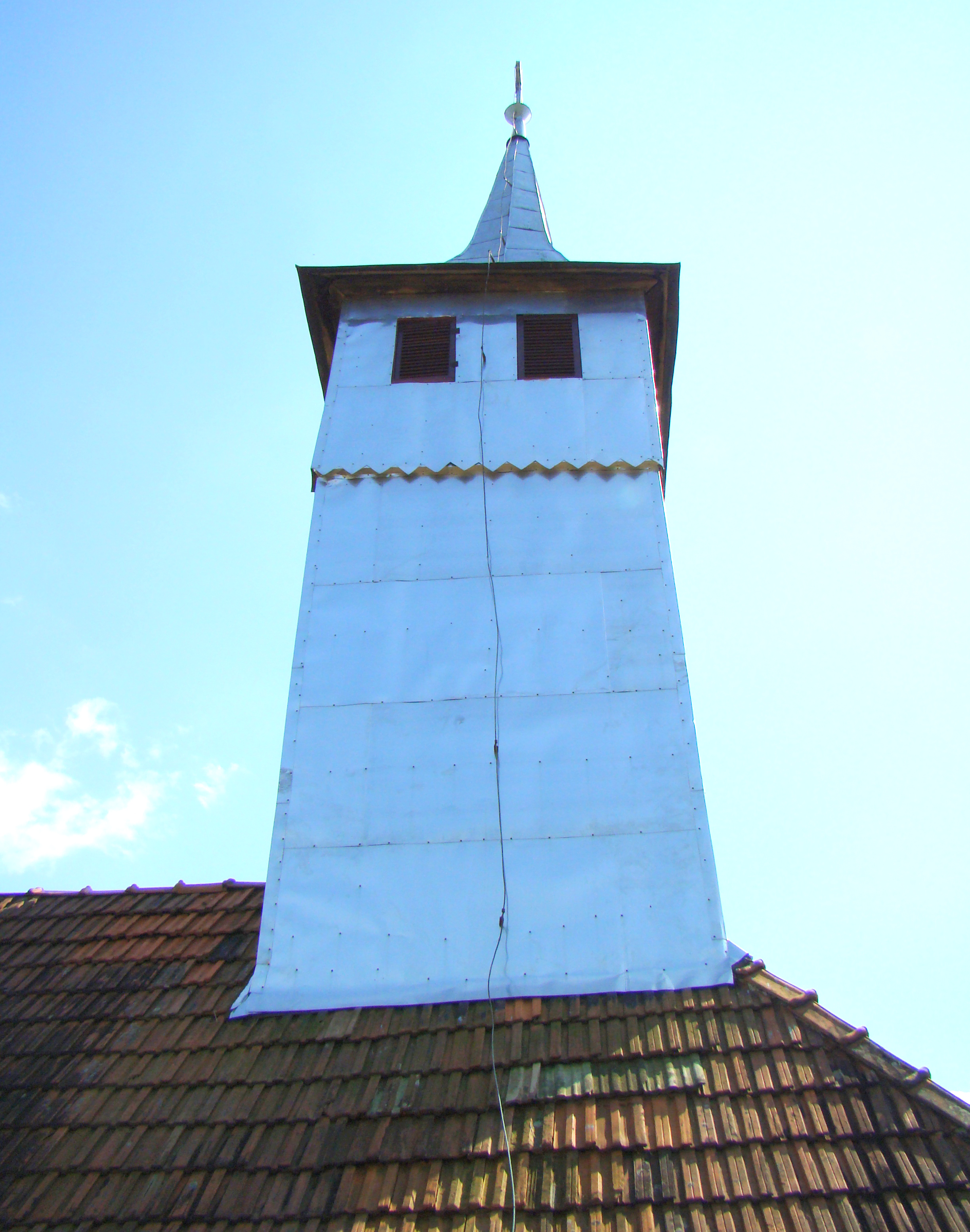
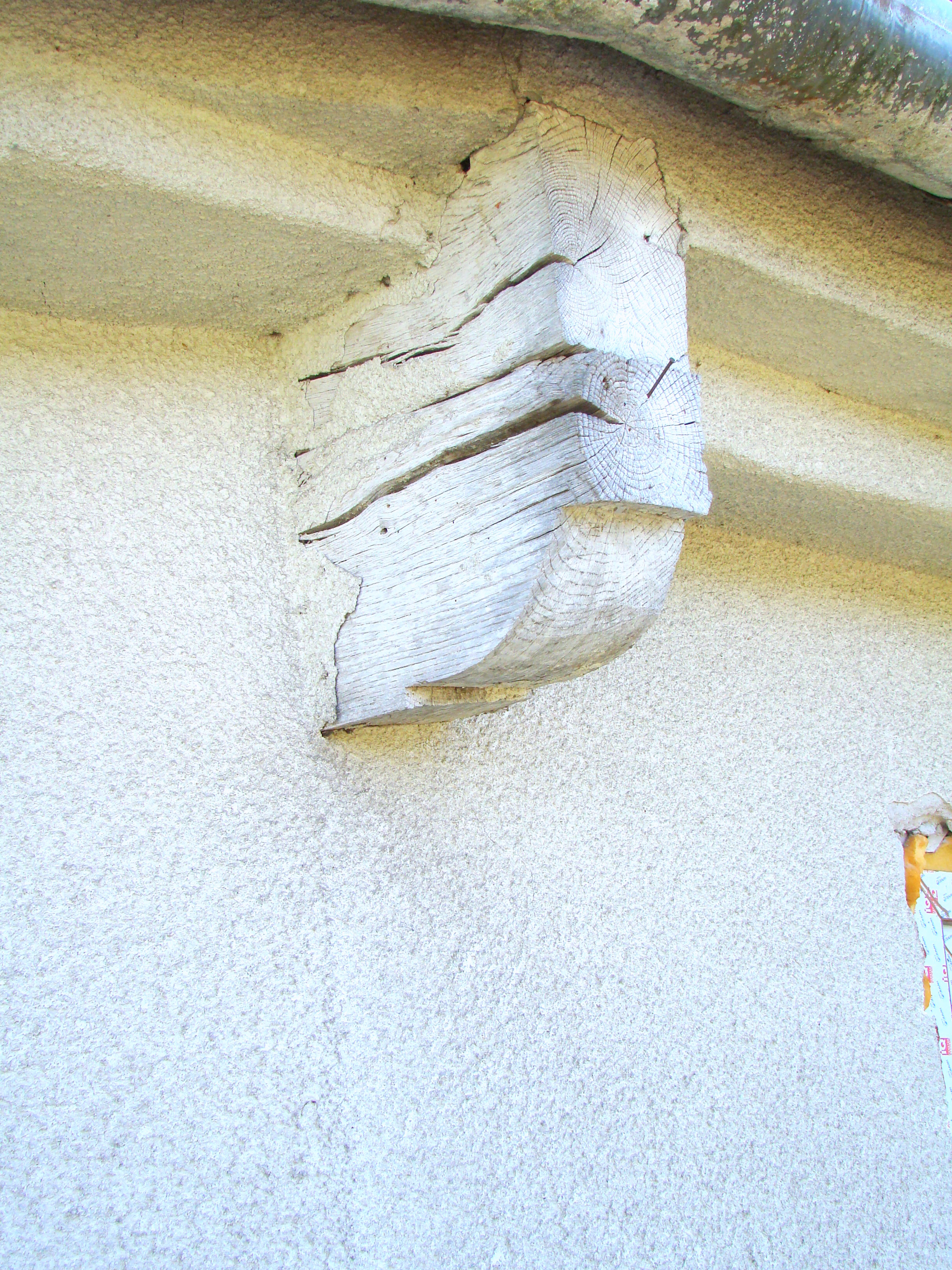
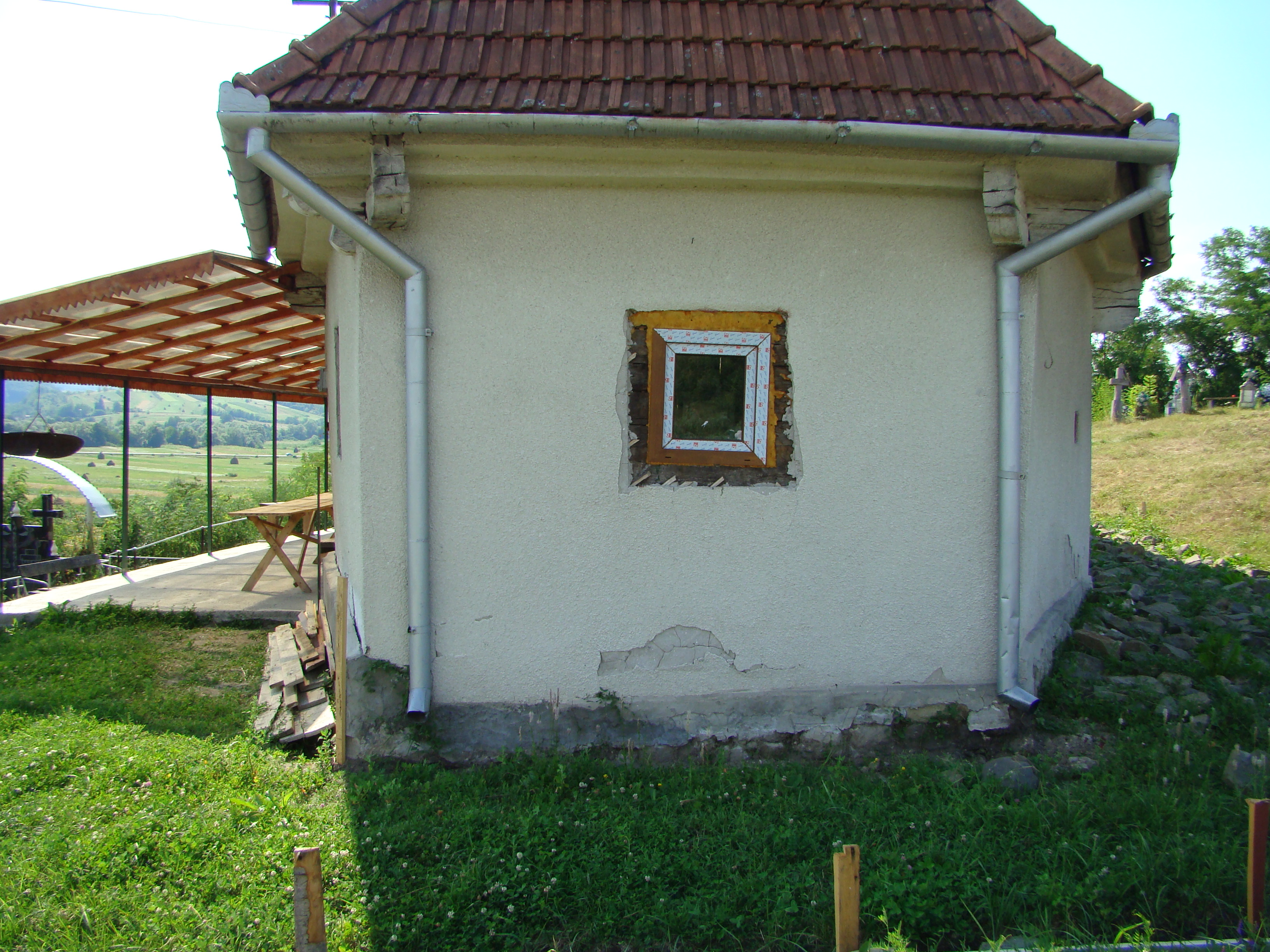
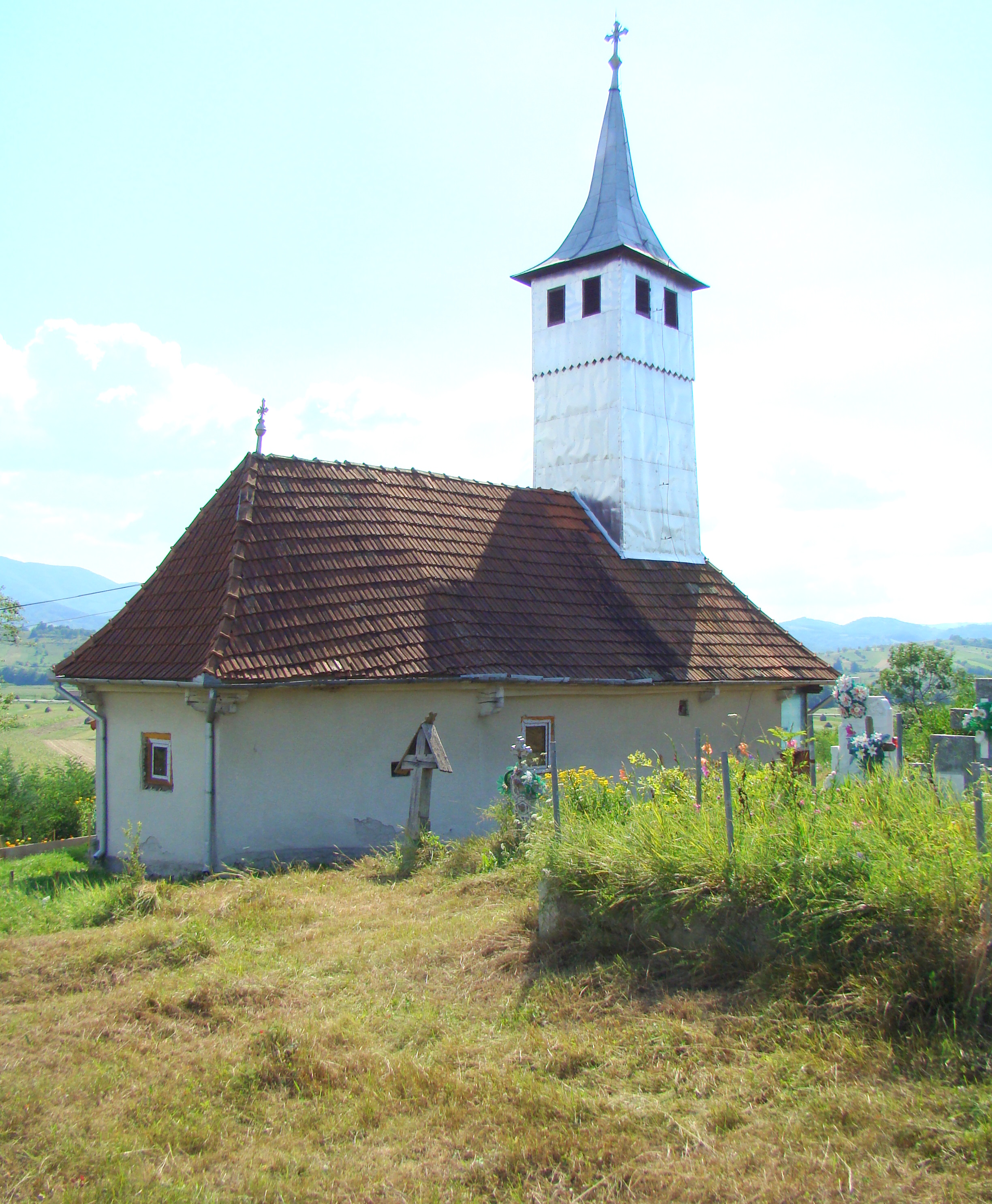
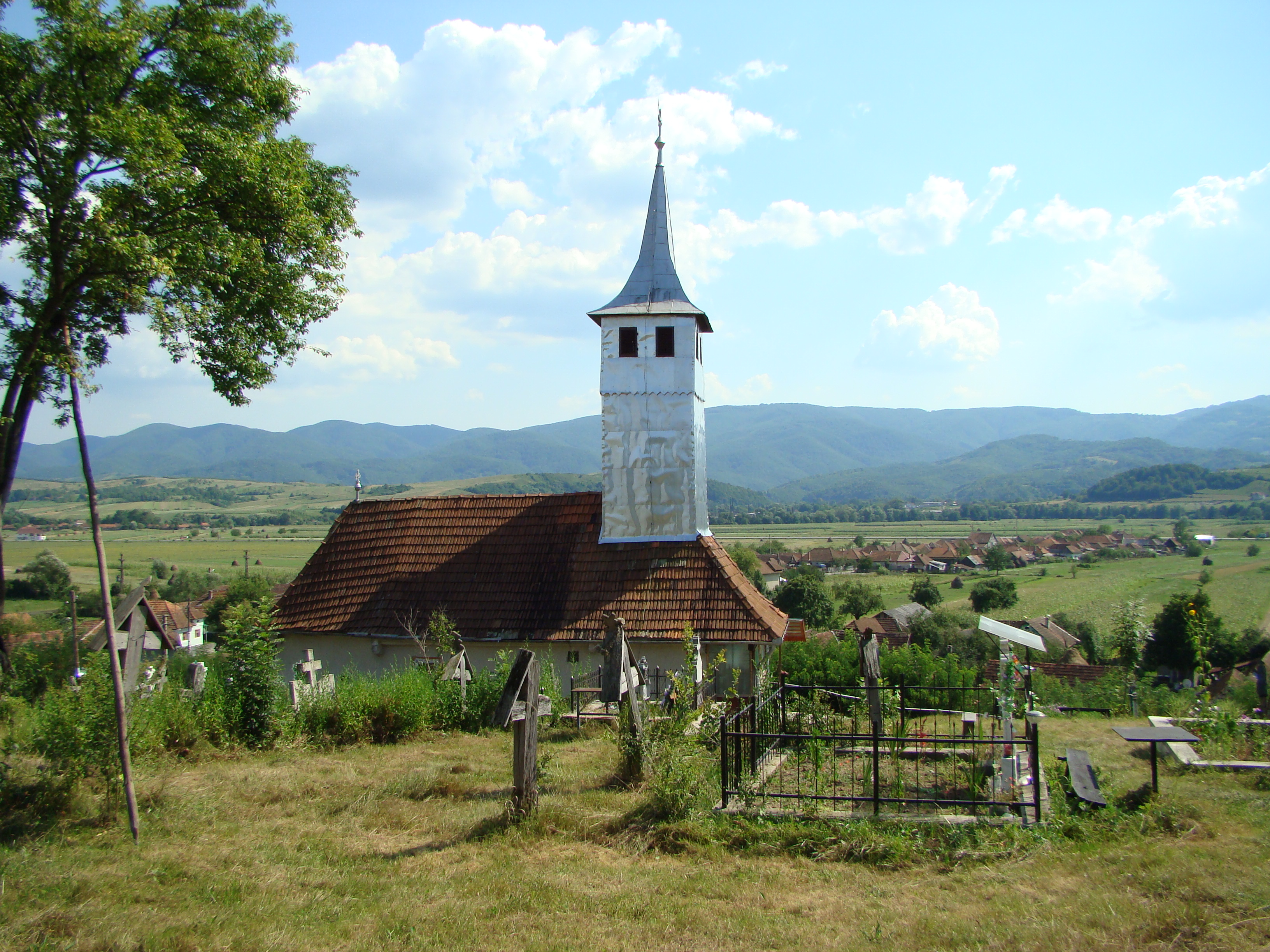
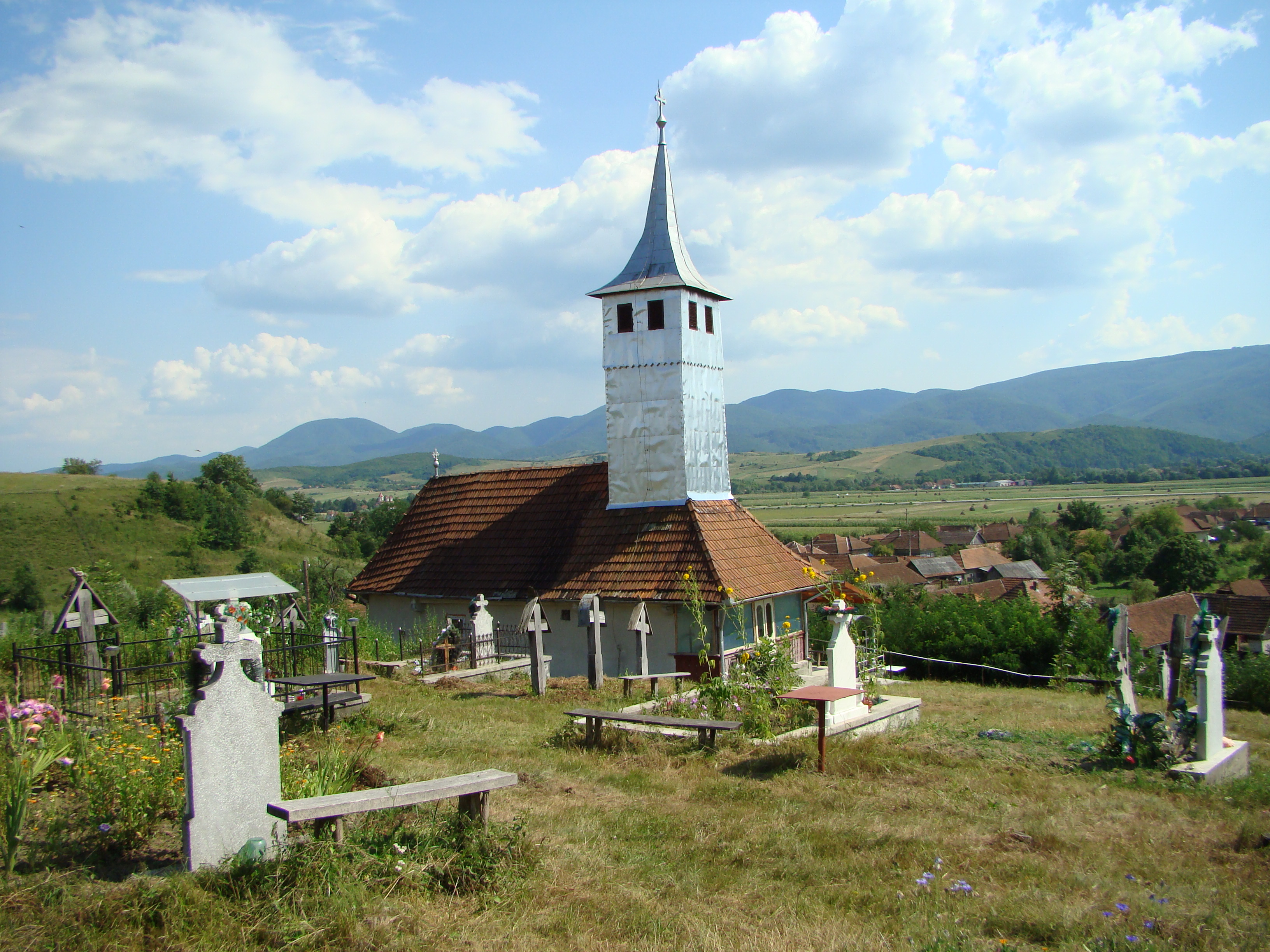
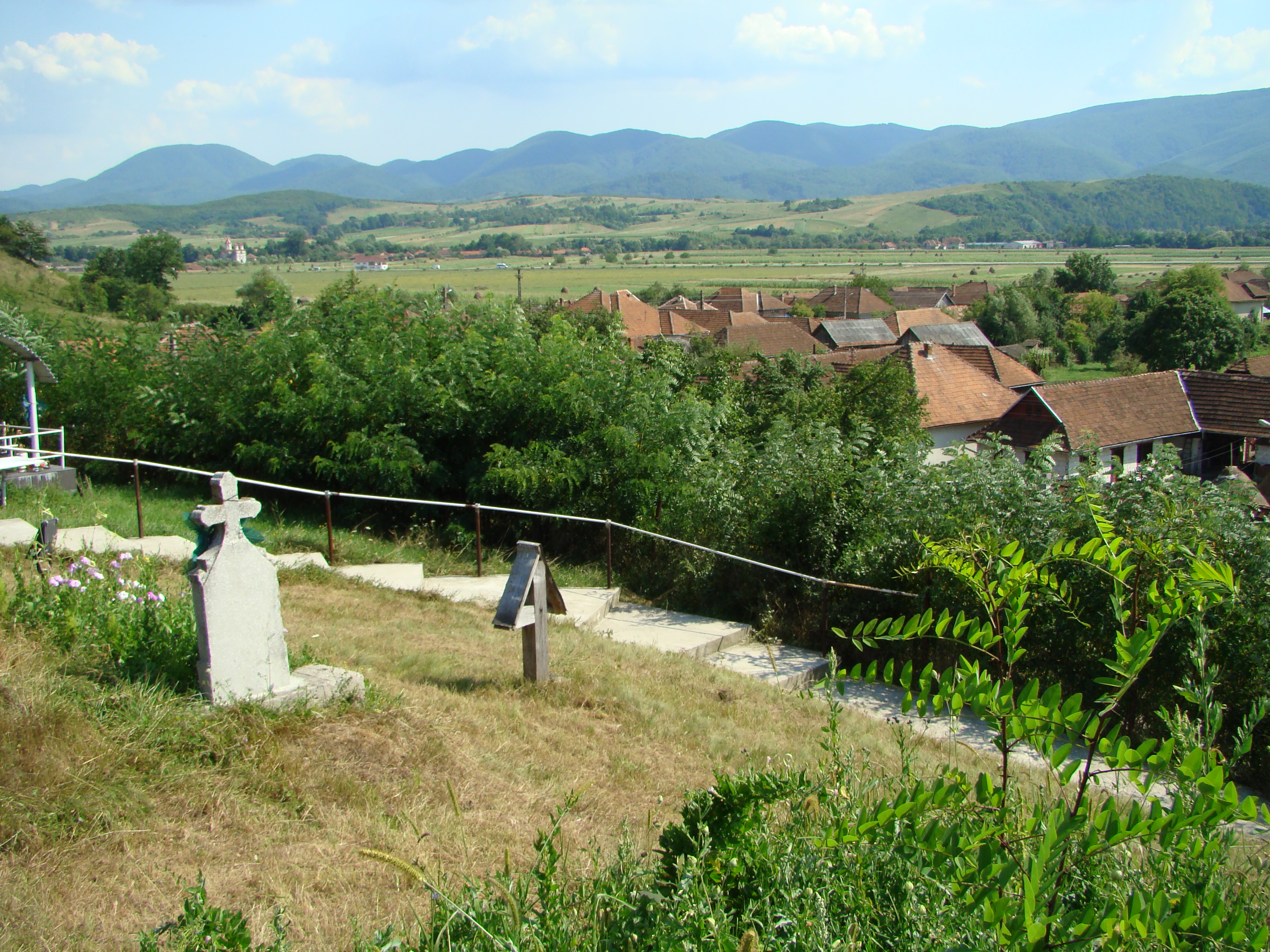
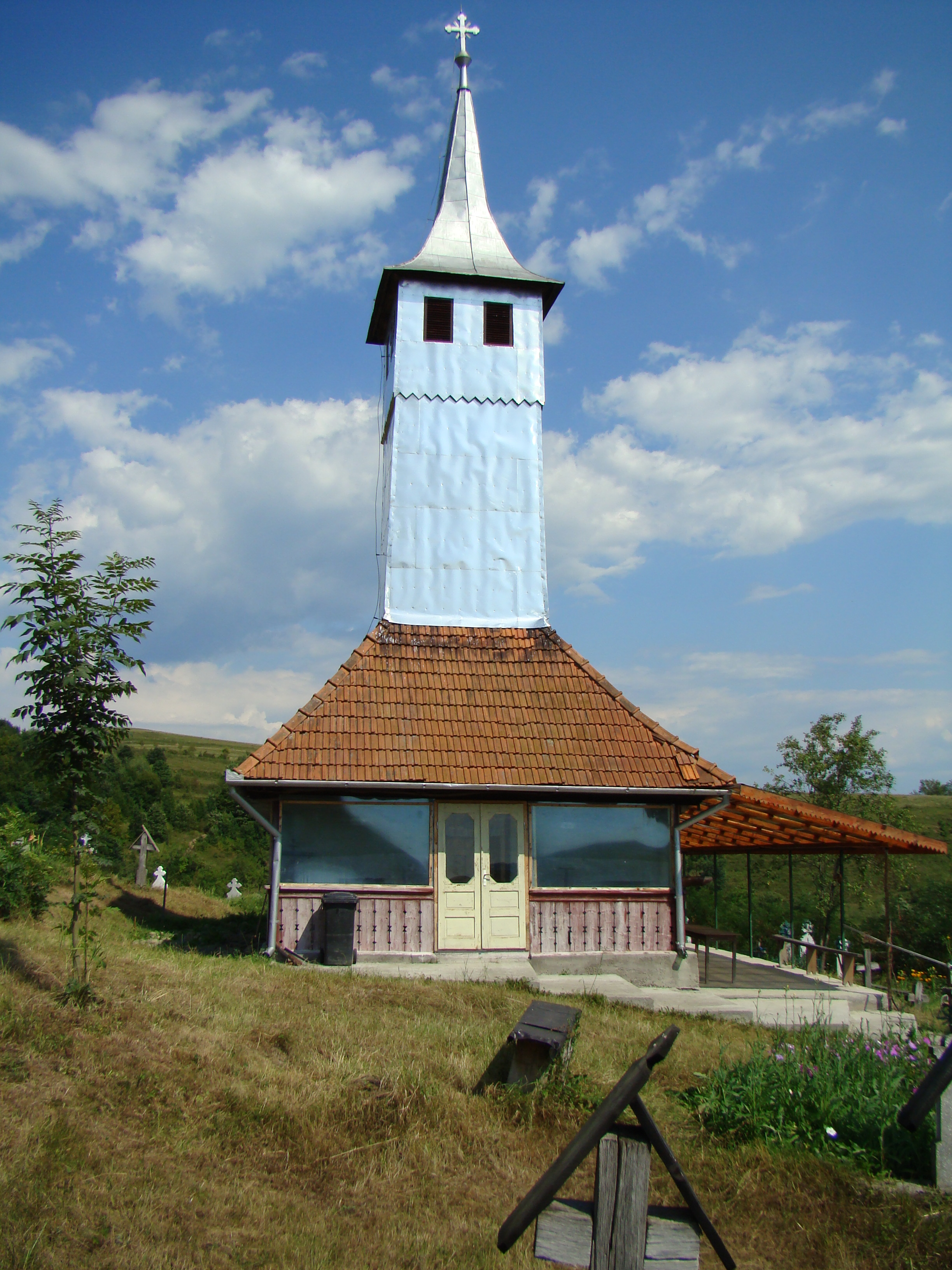

## Imagini din interior

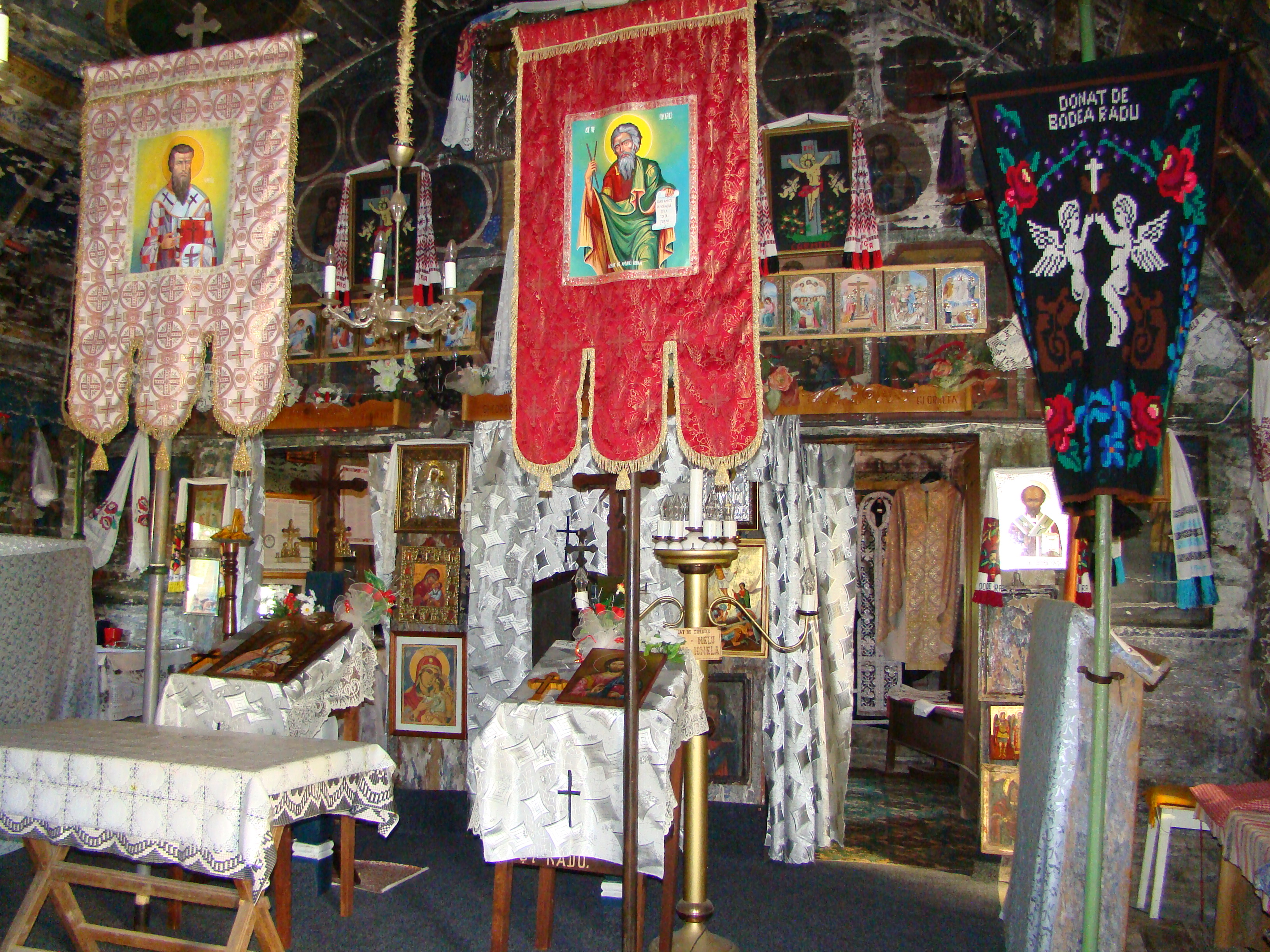
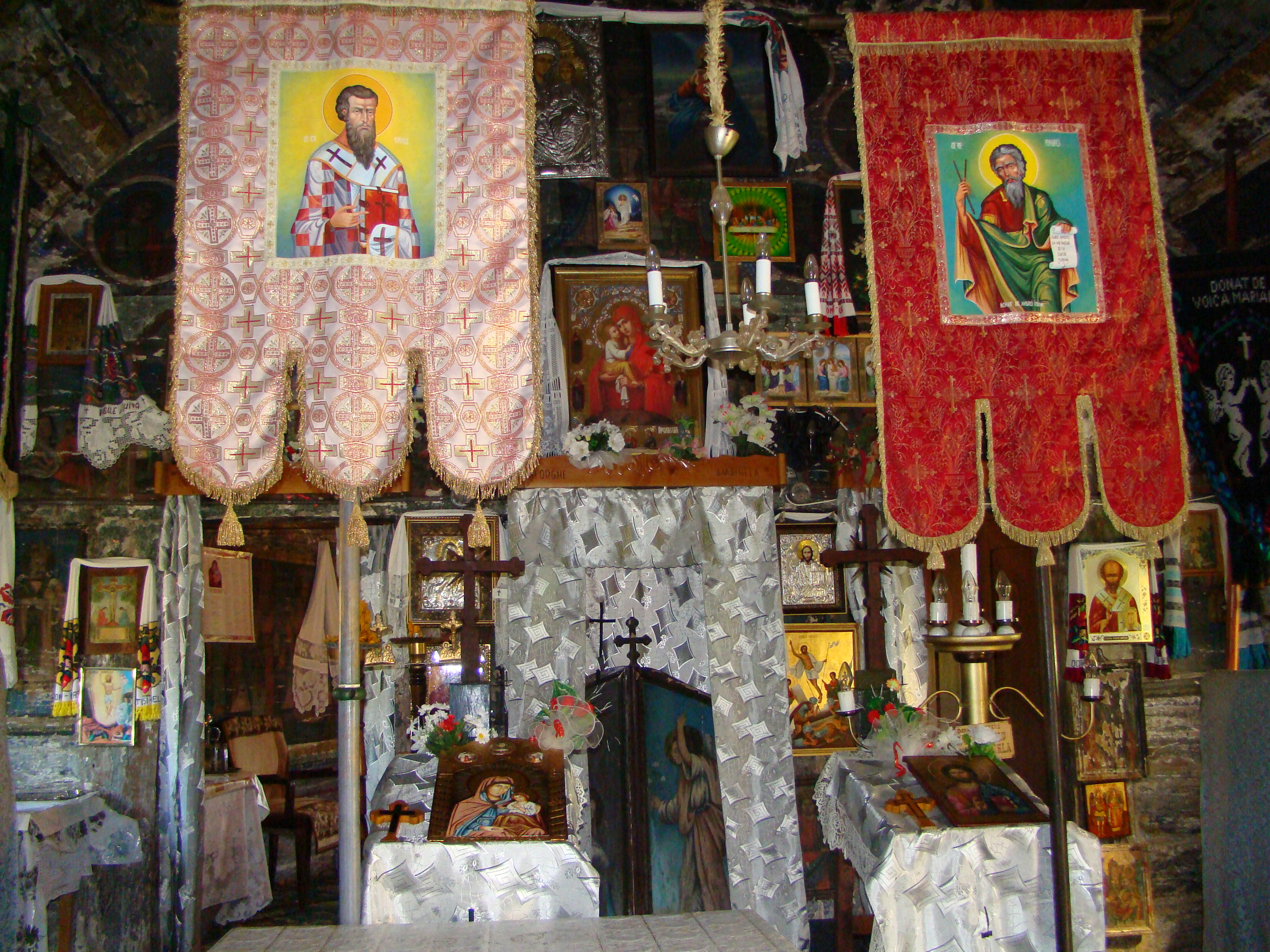
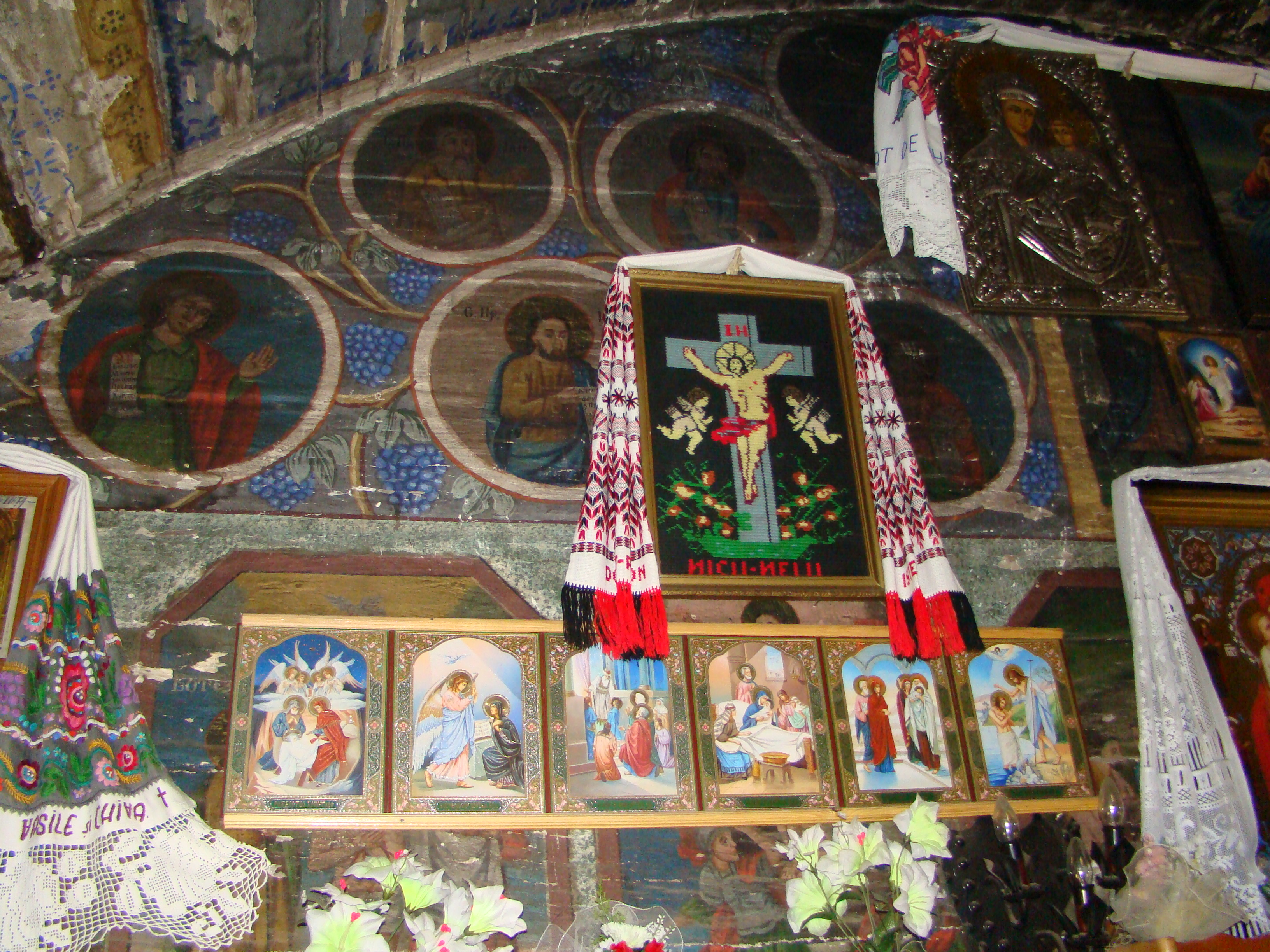
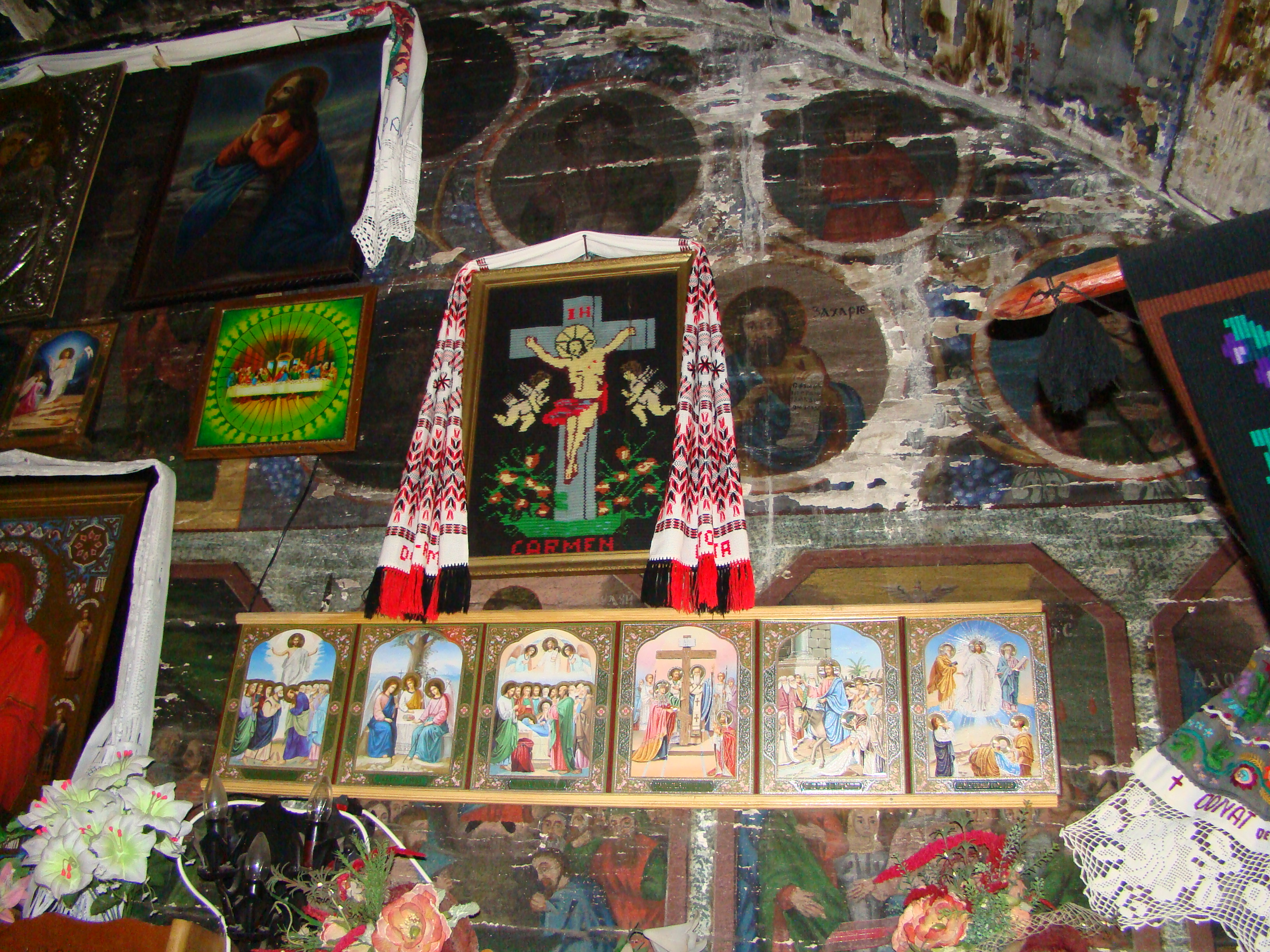
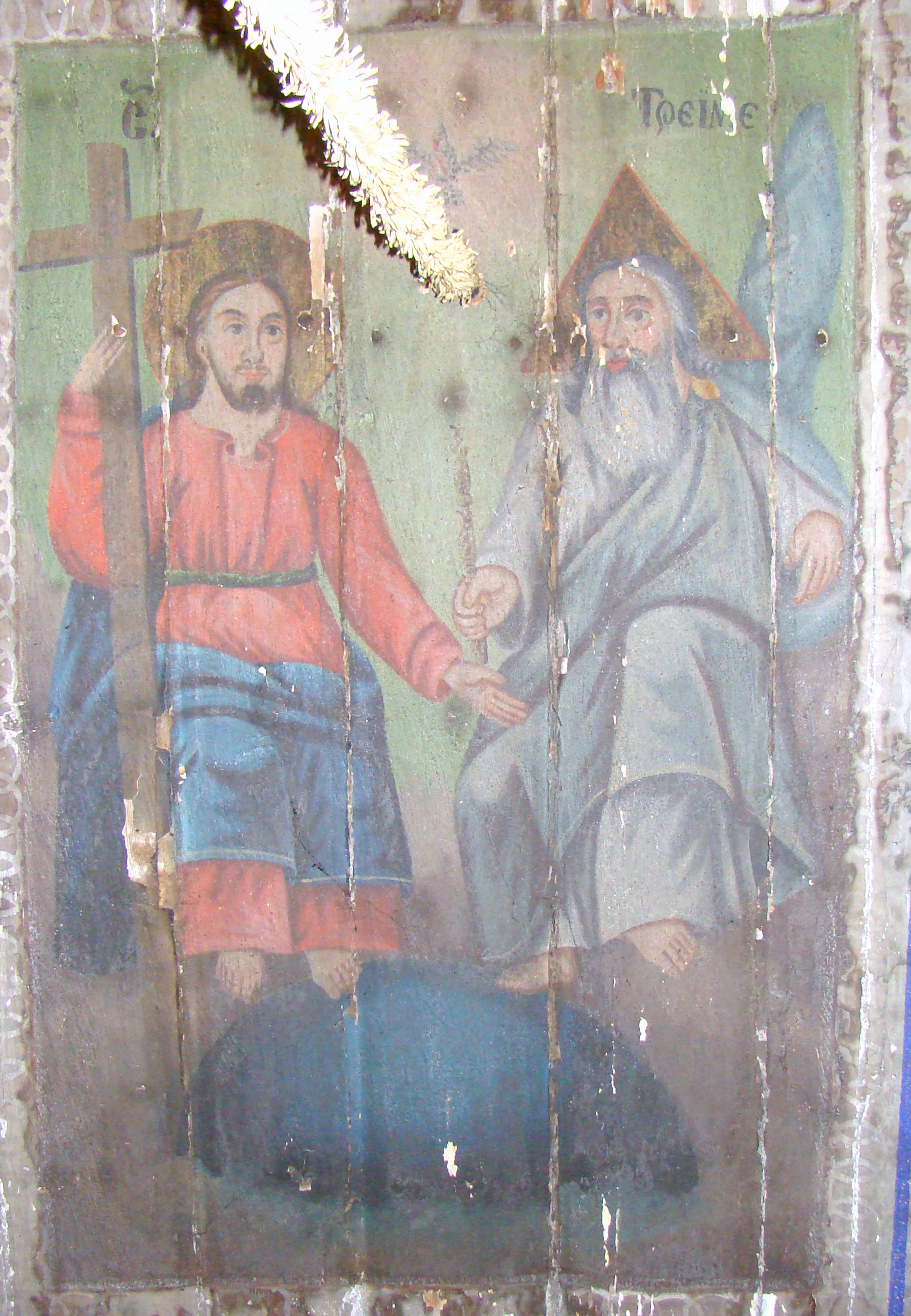
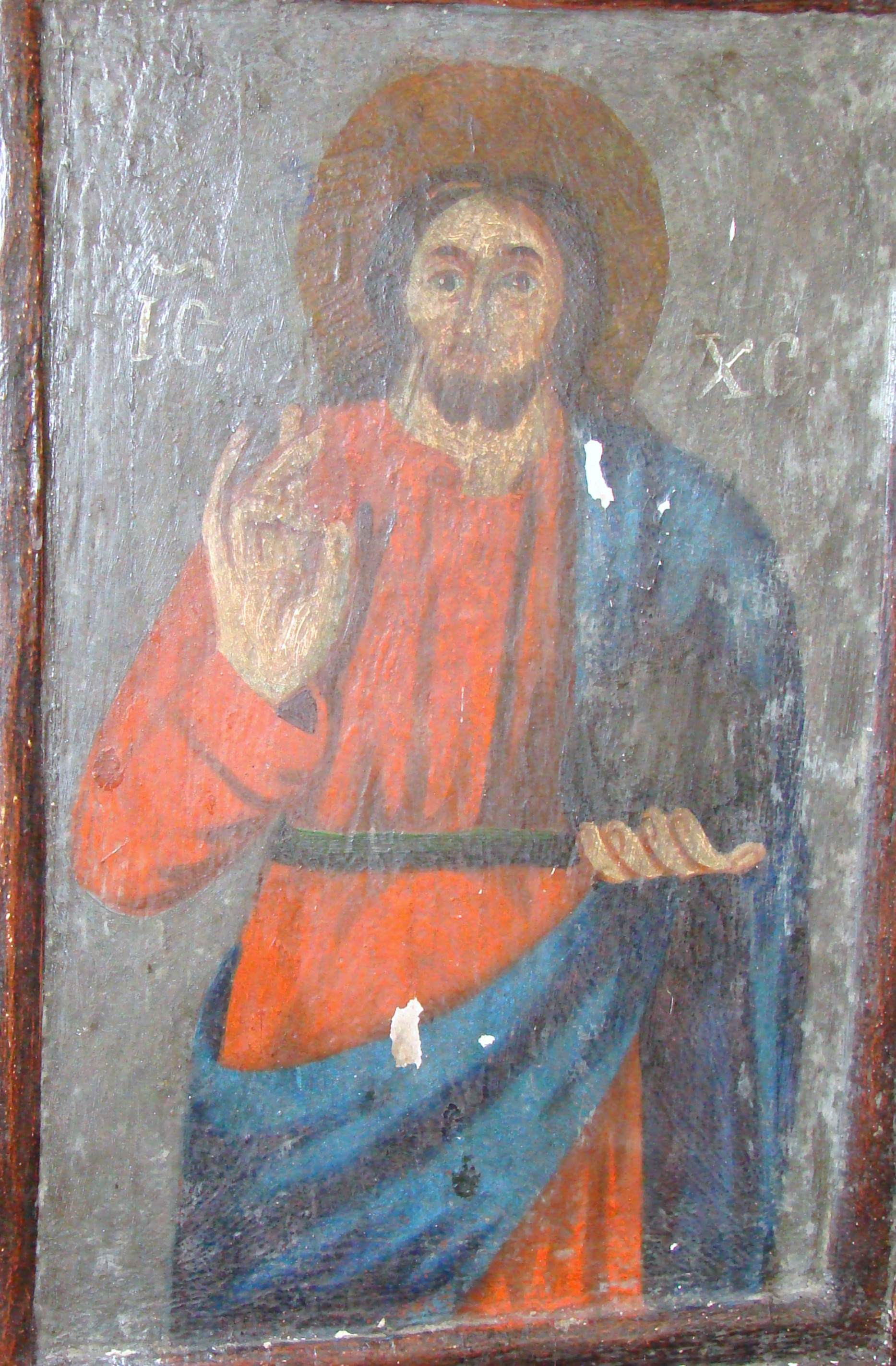
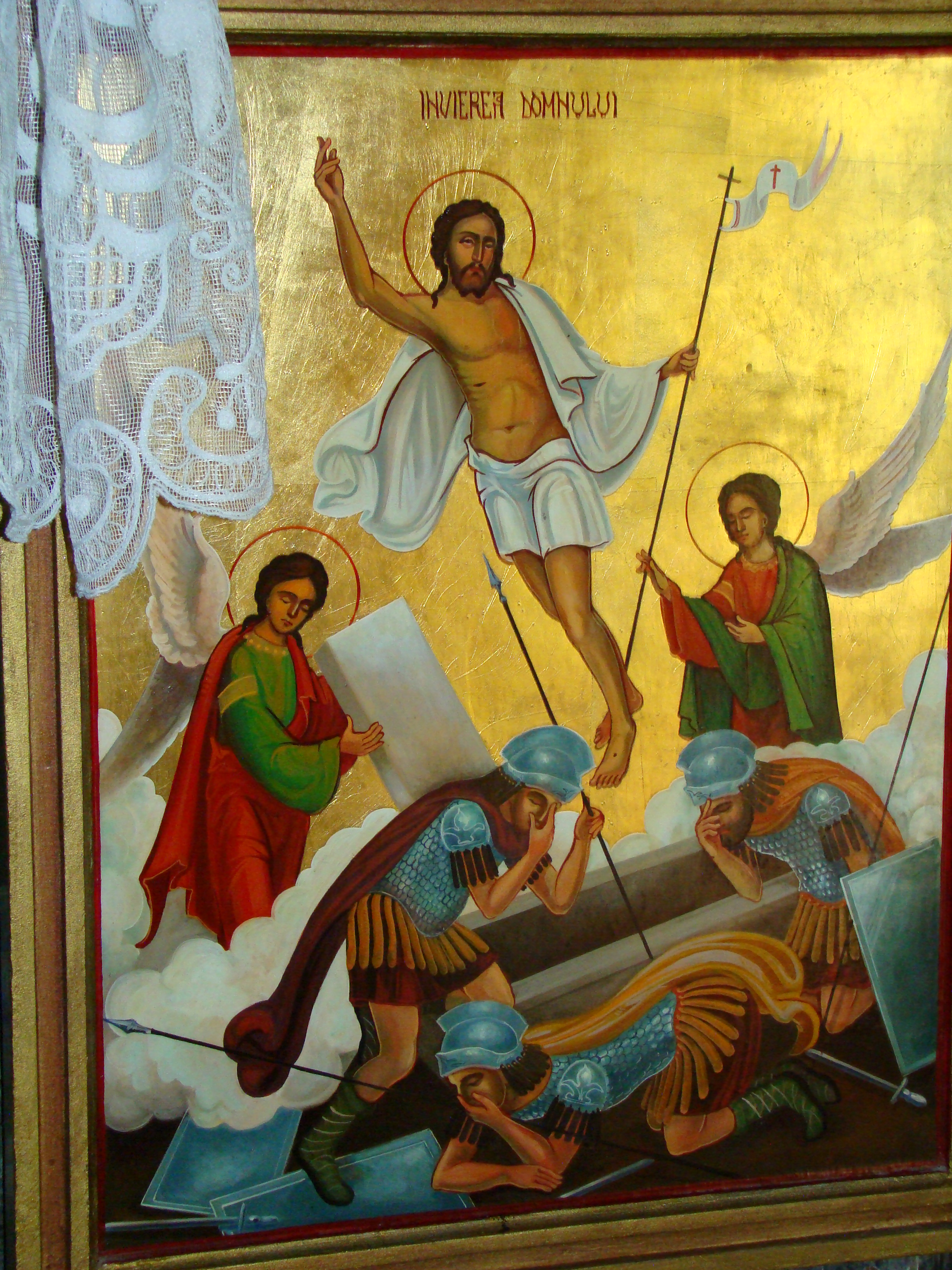
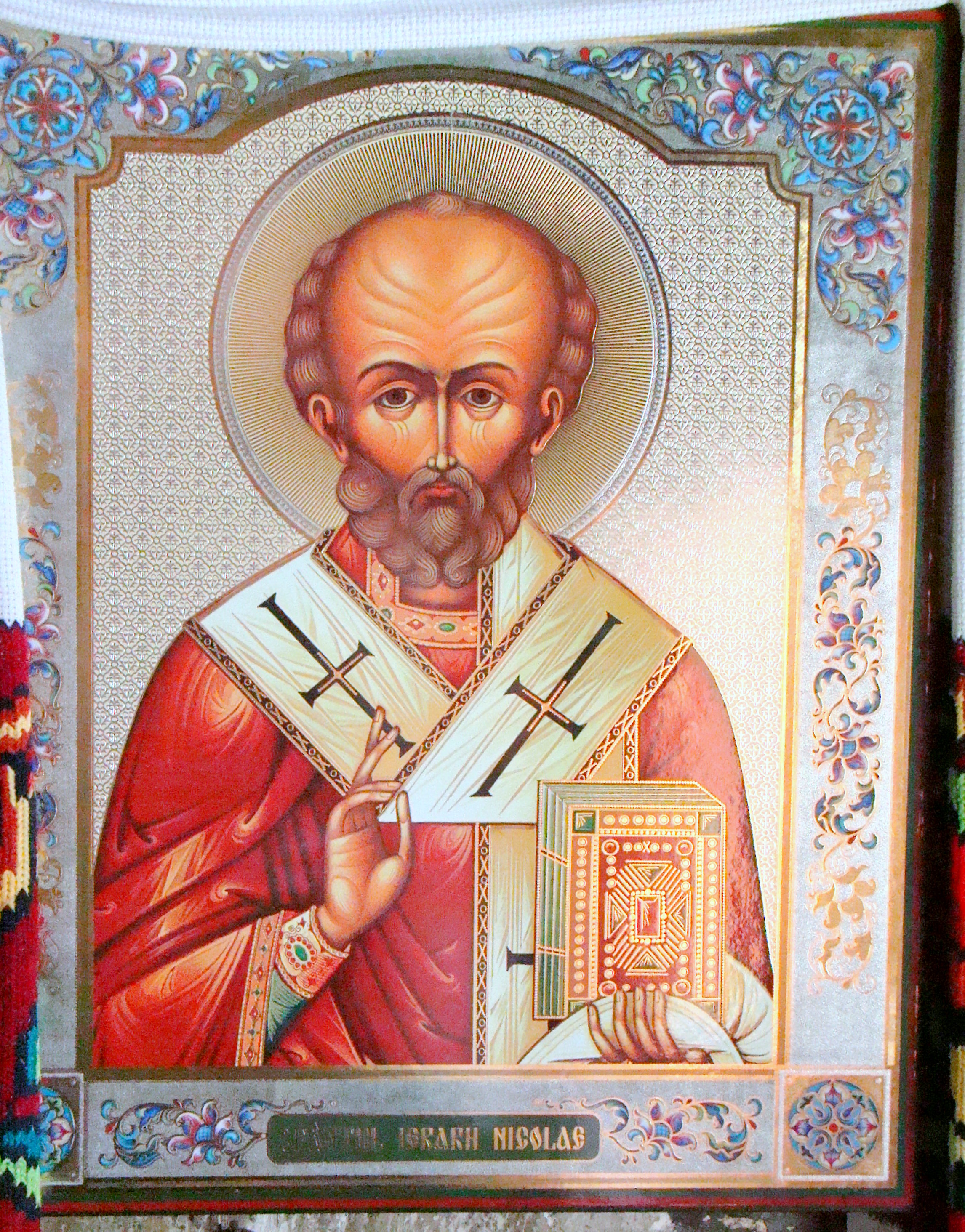
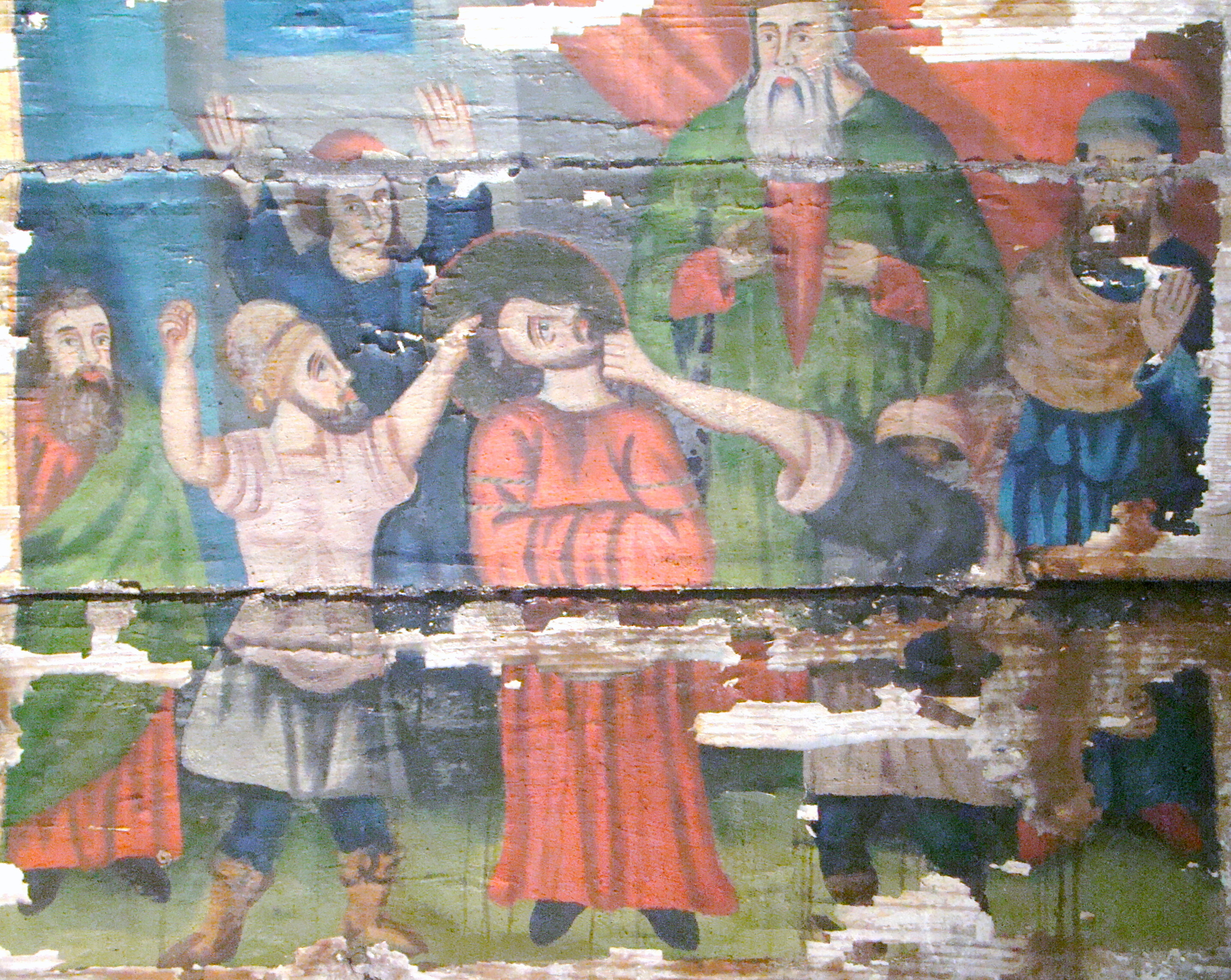
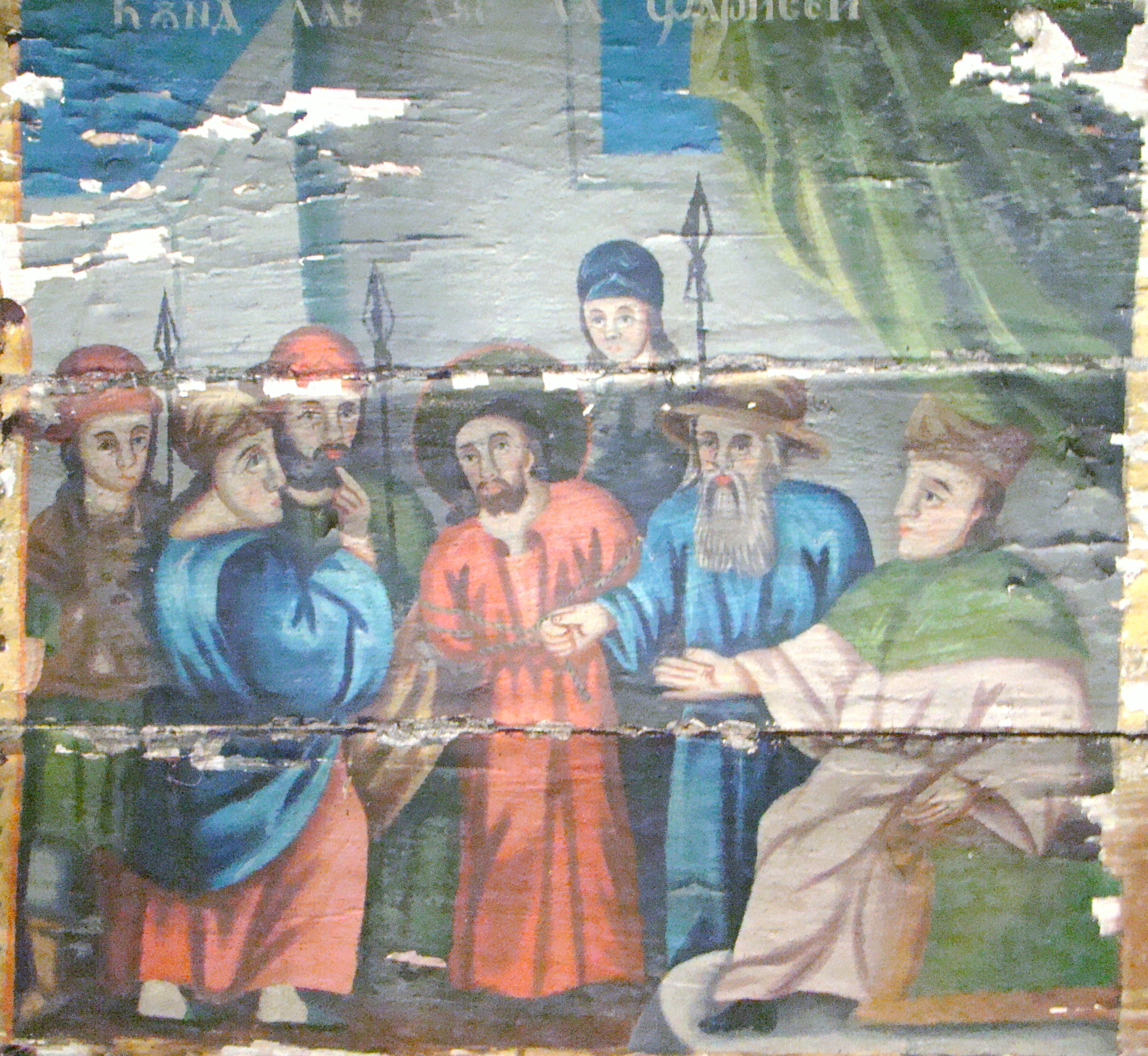
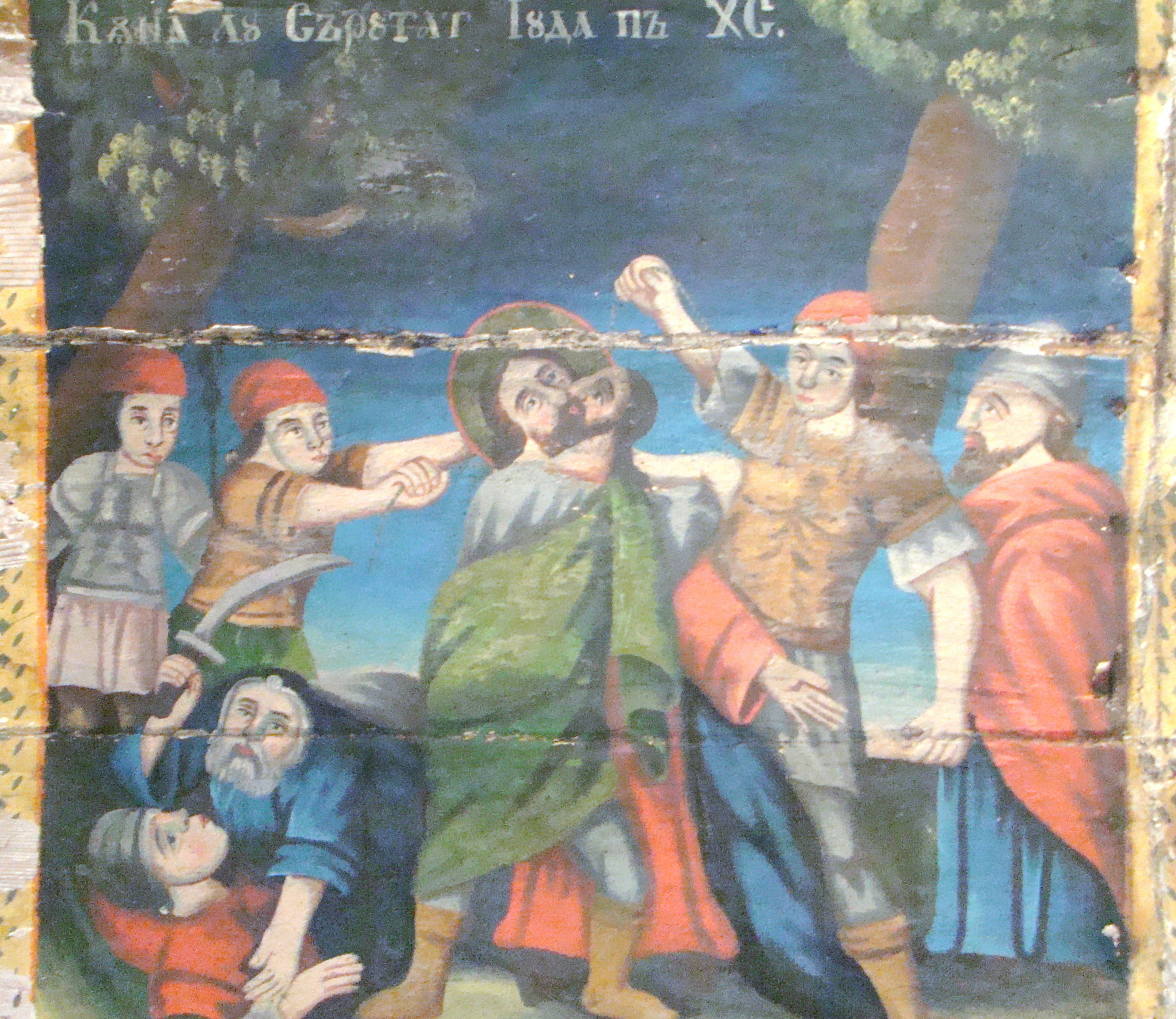
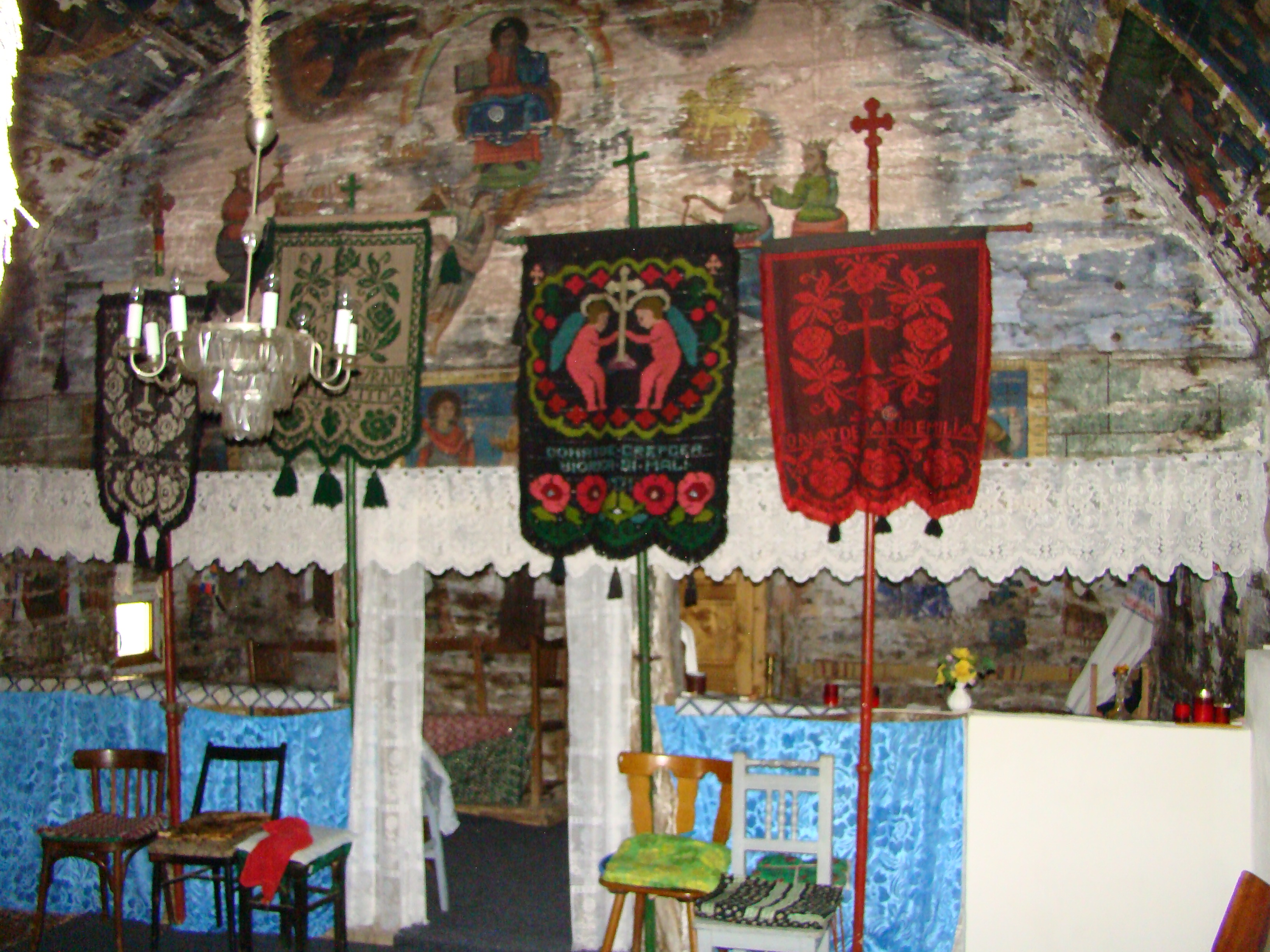
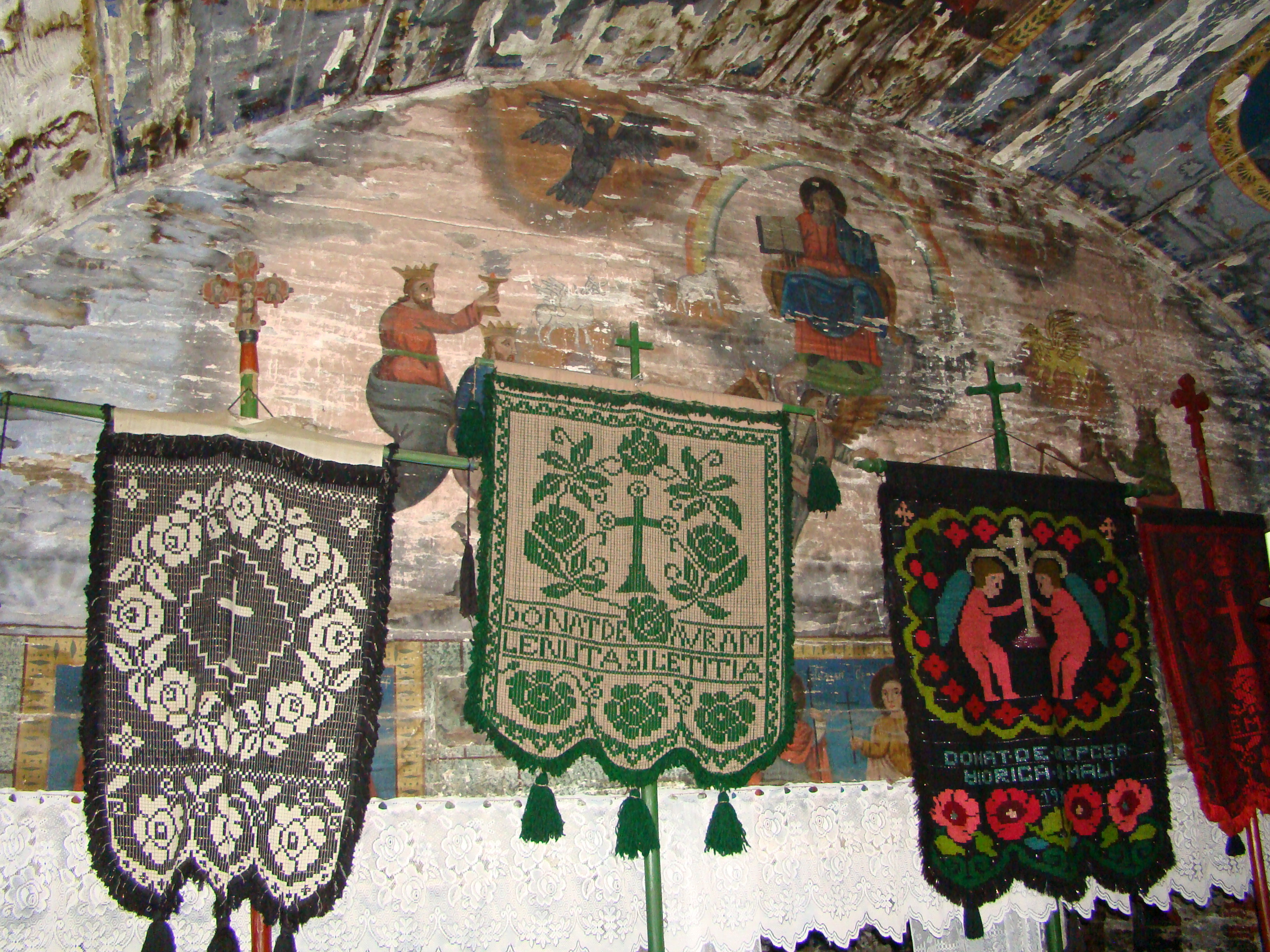
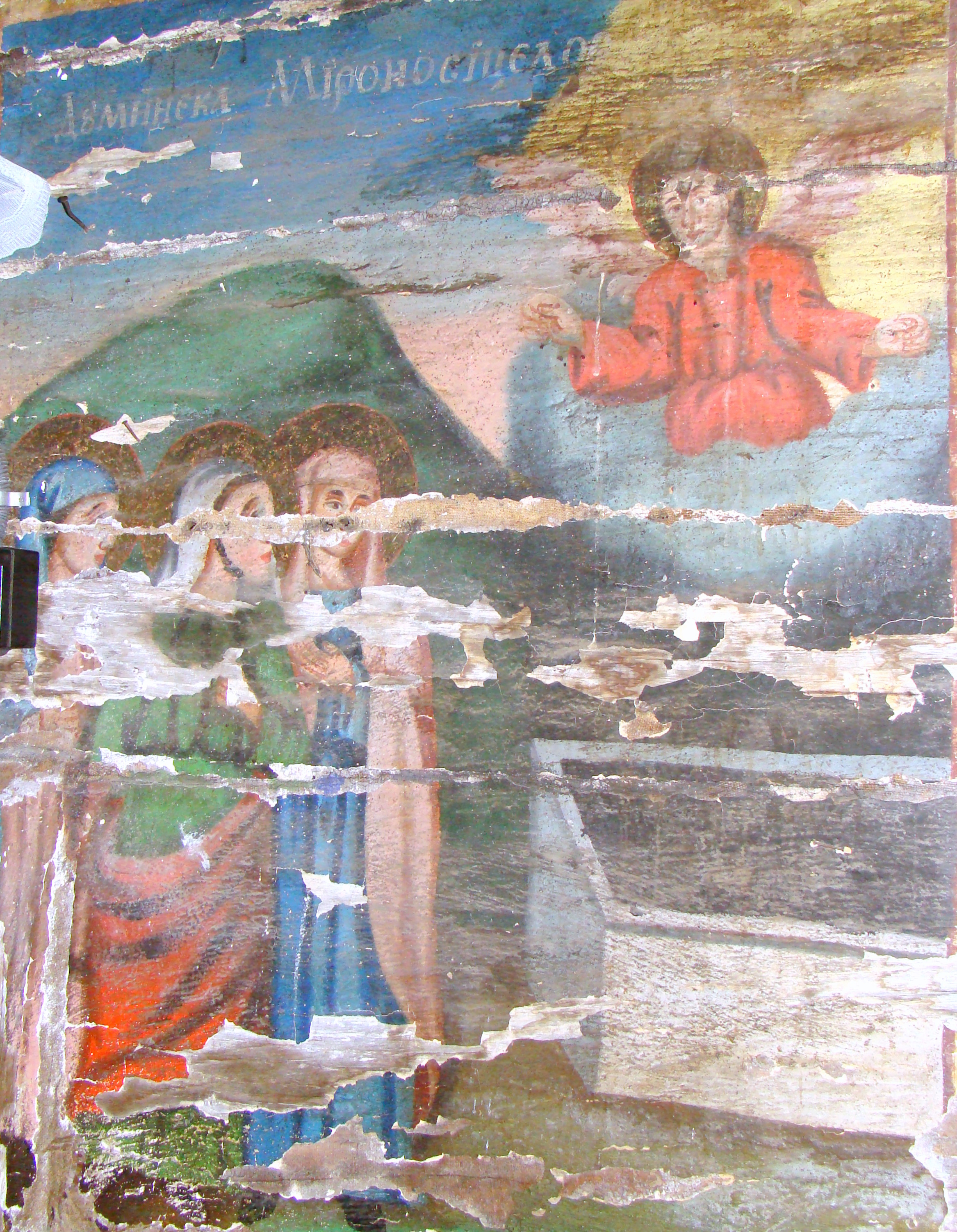
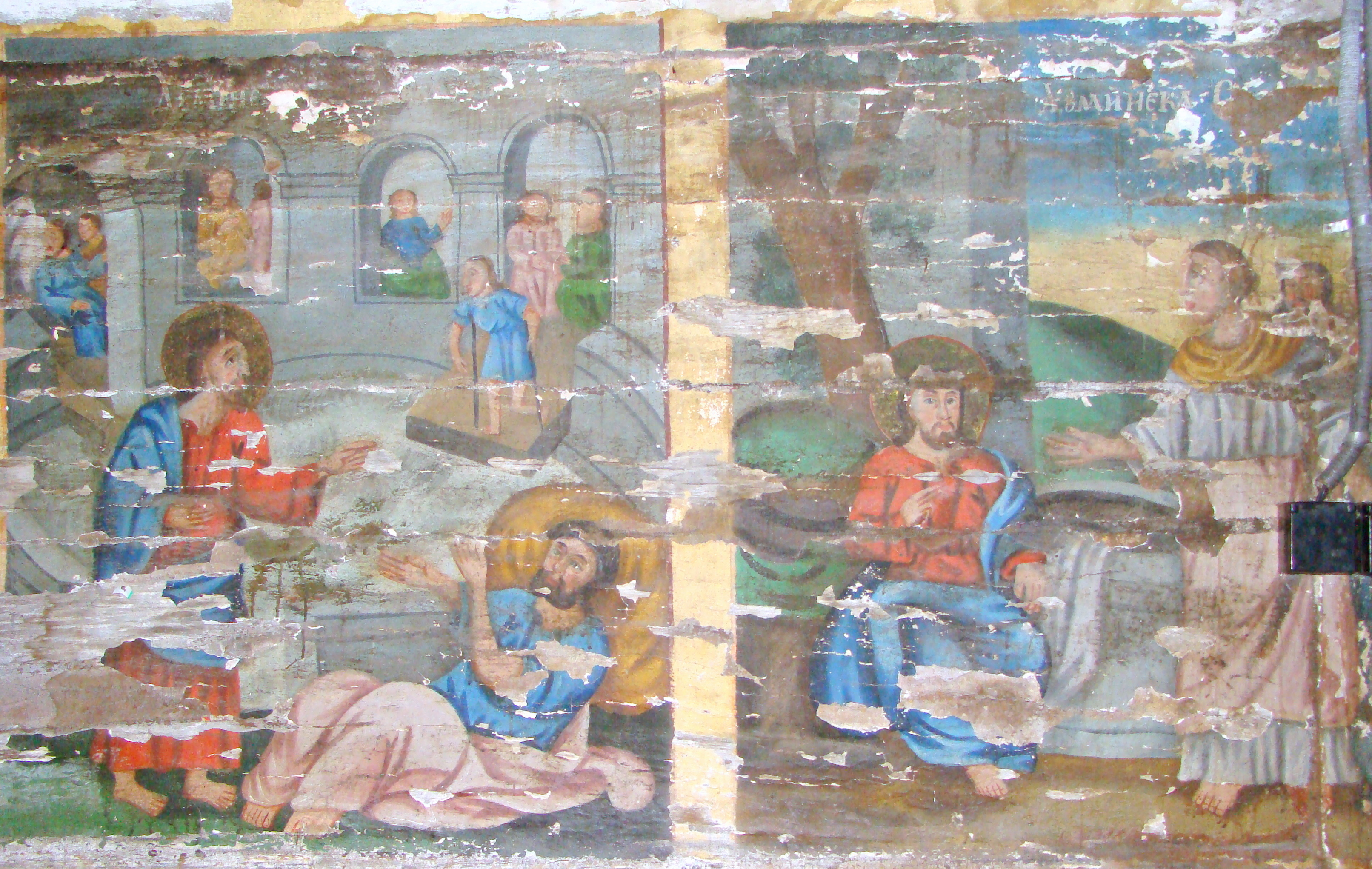
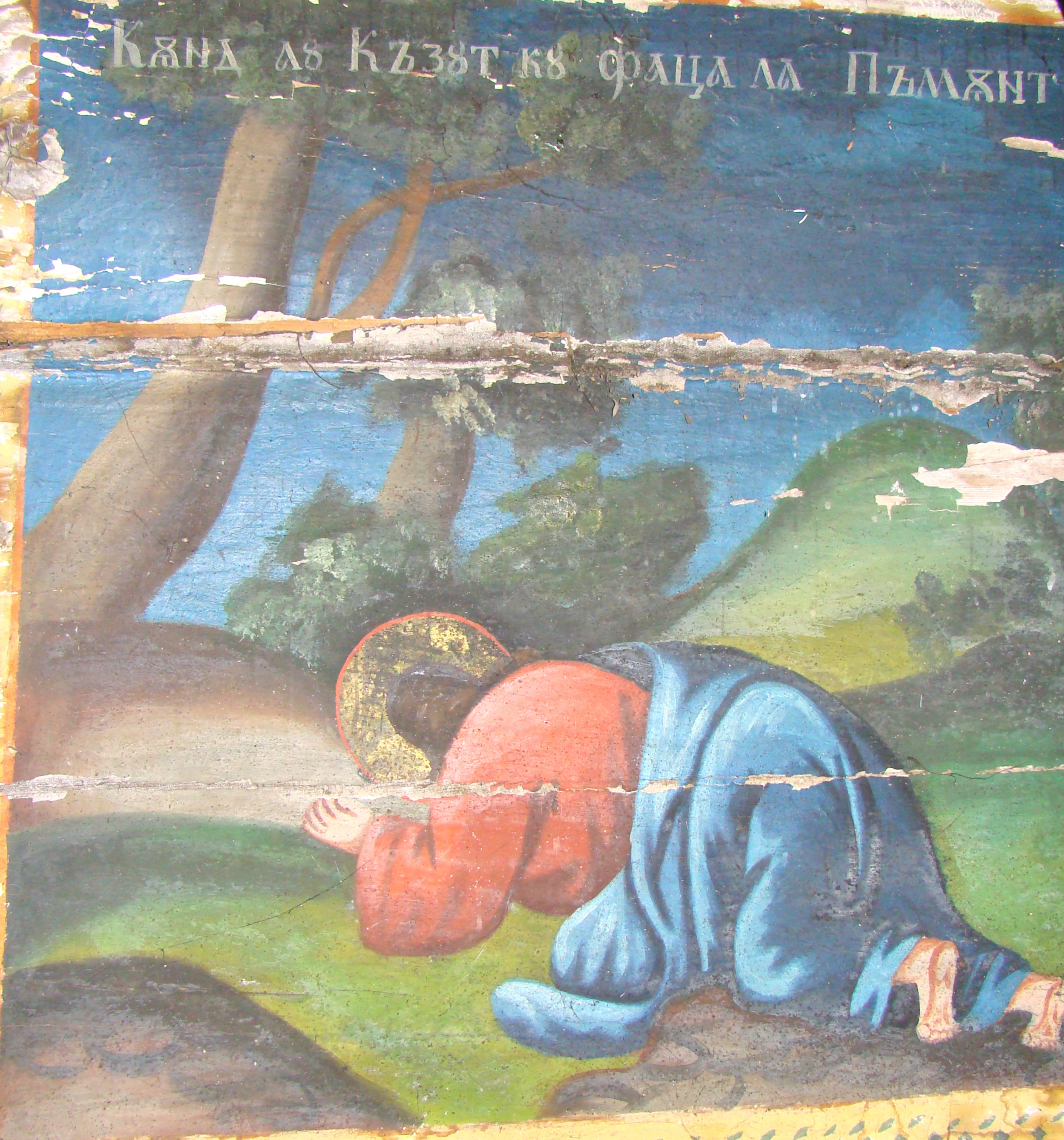
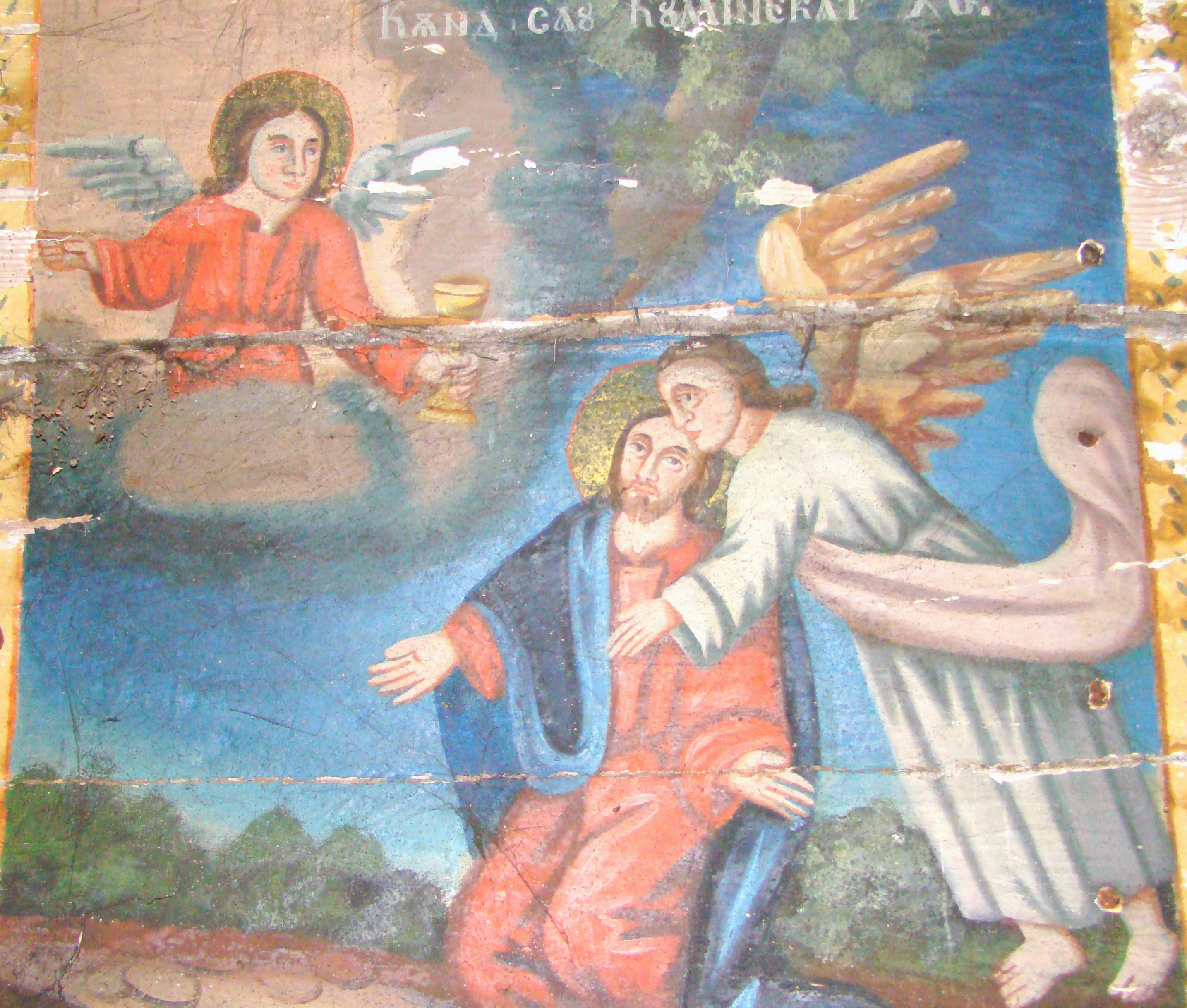
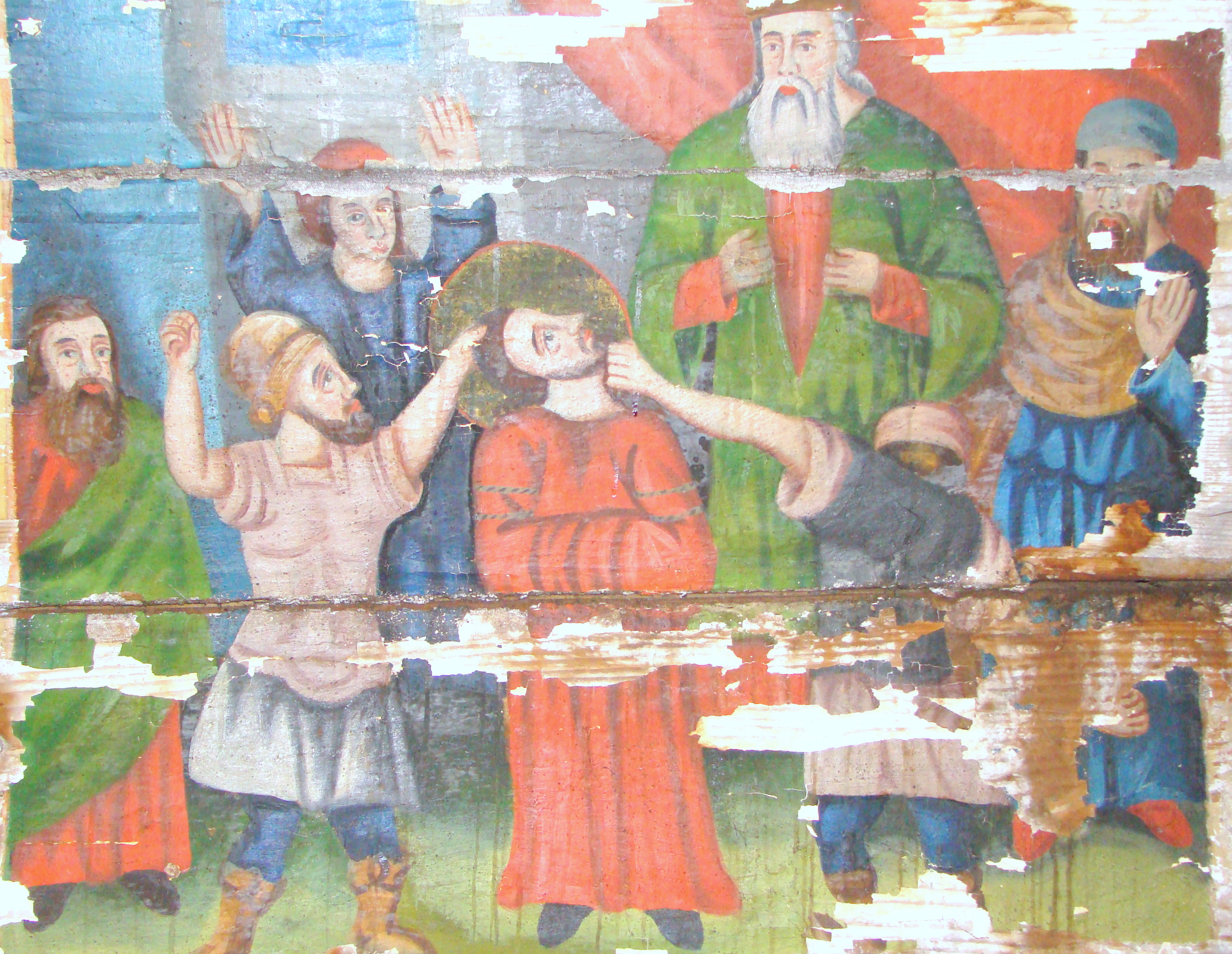
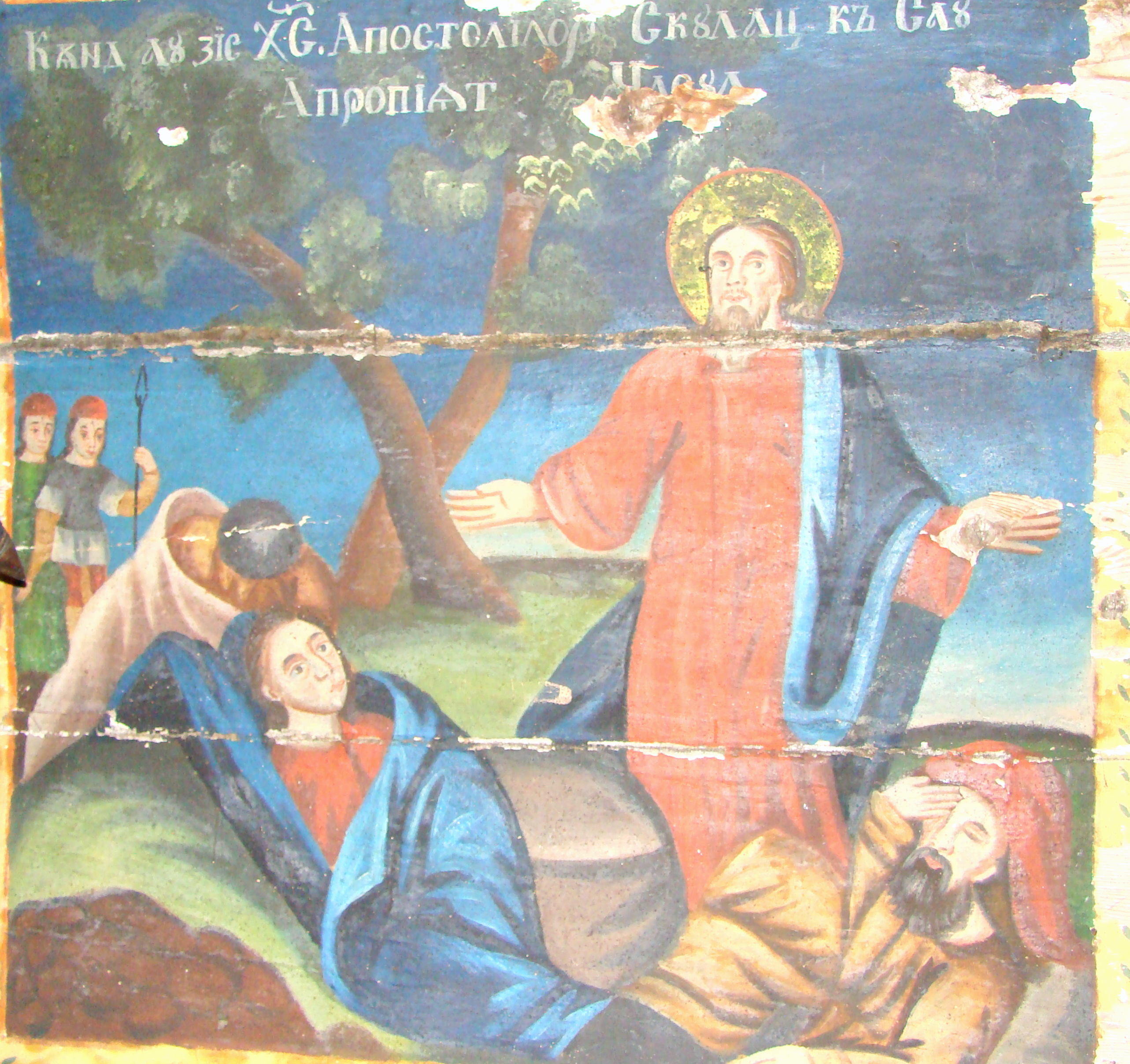
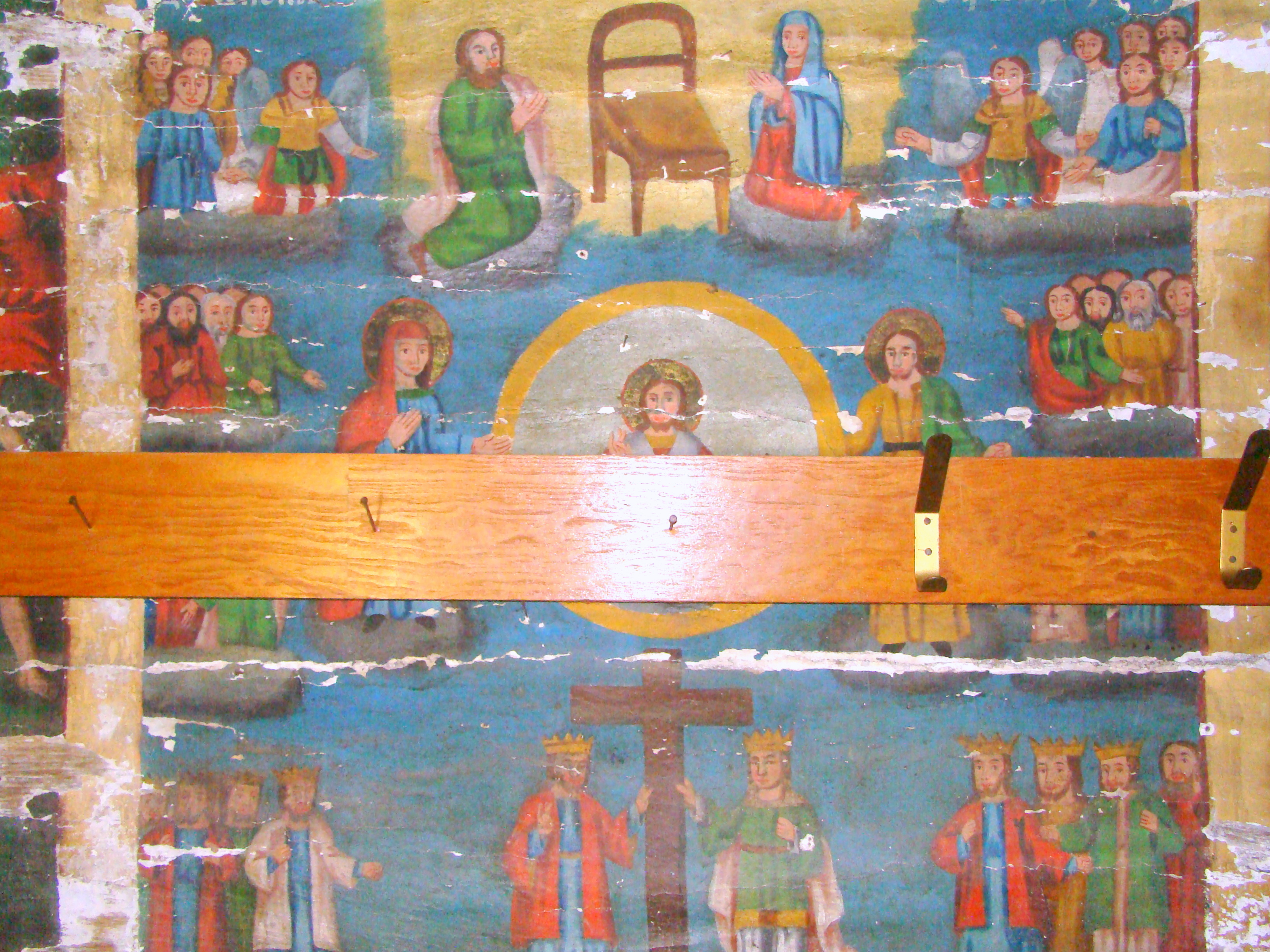
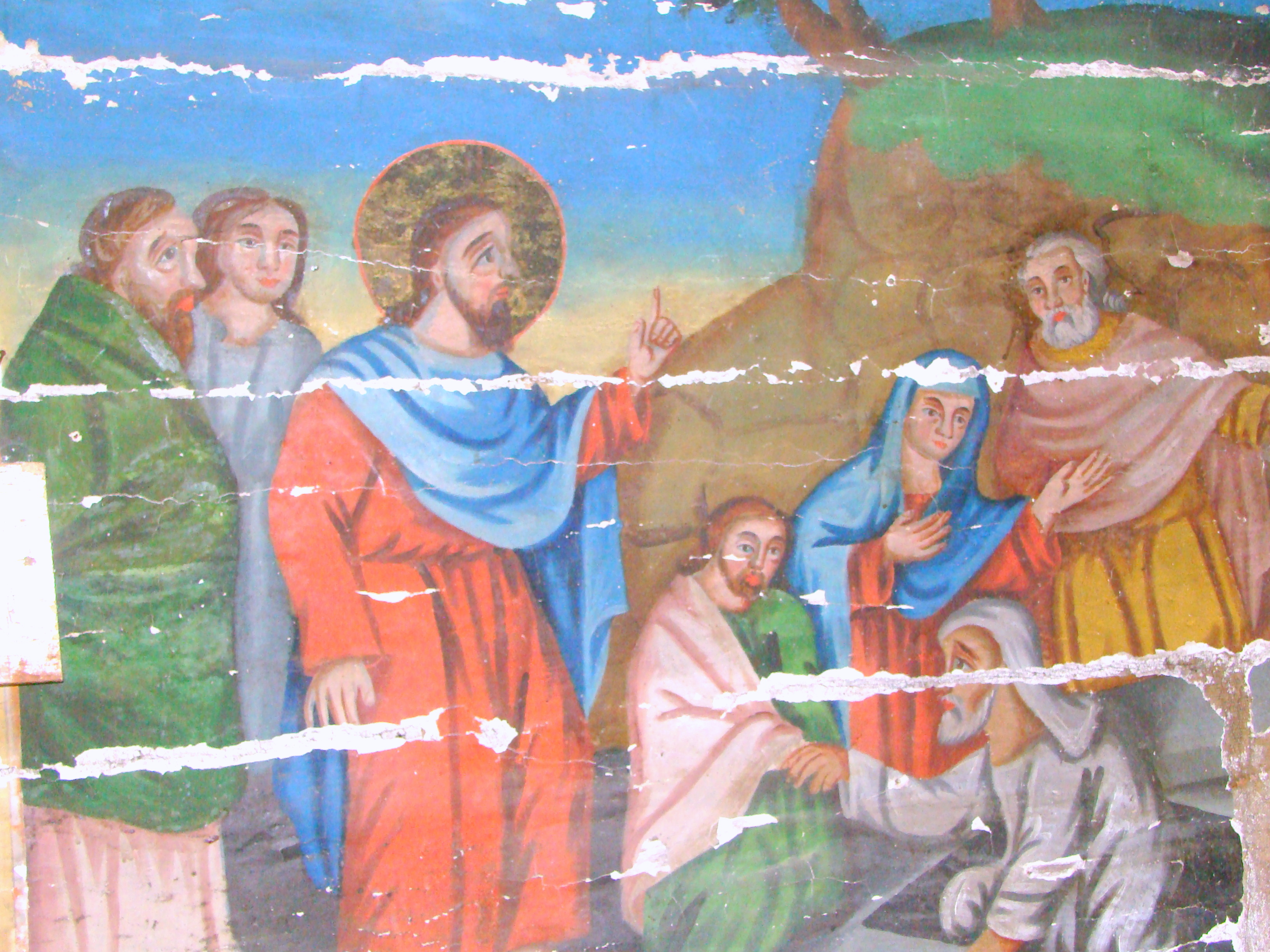
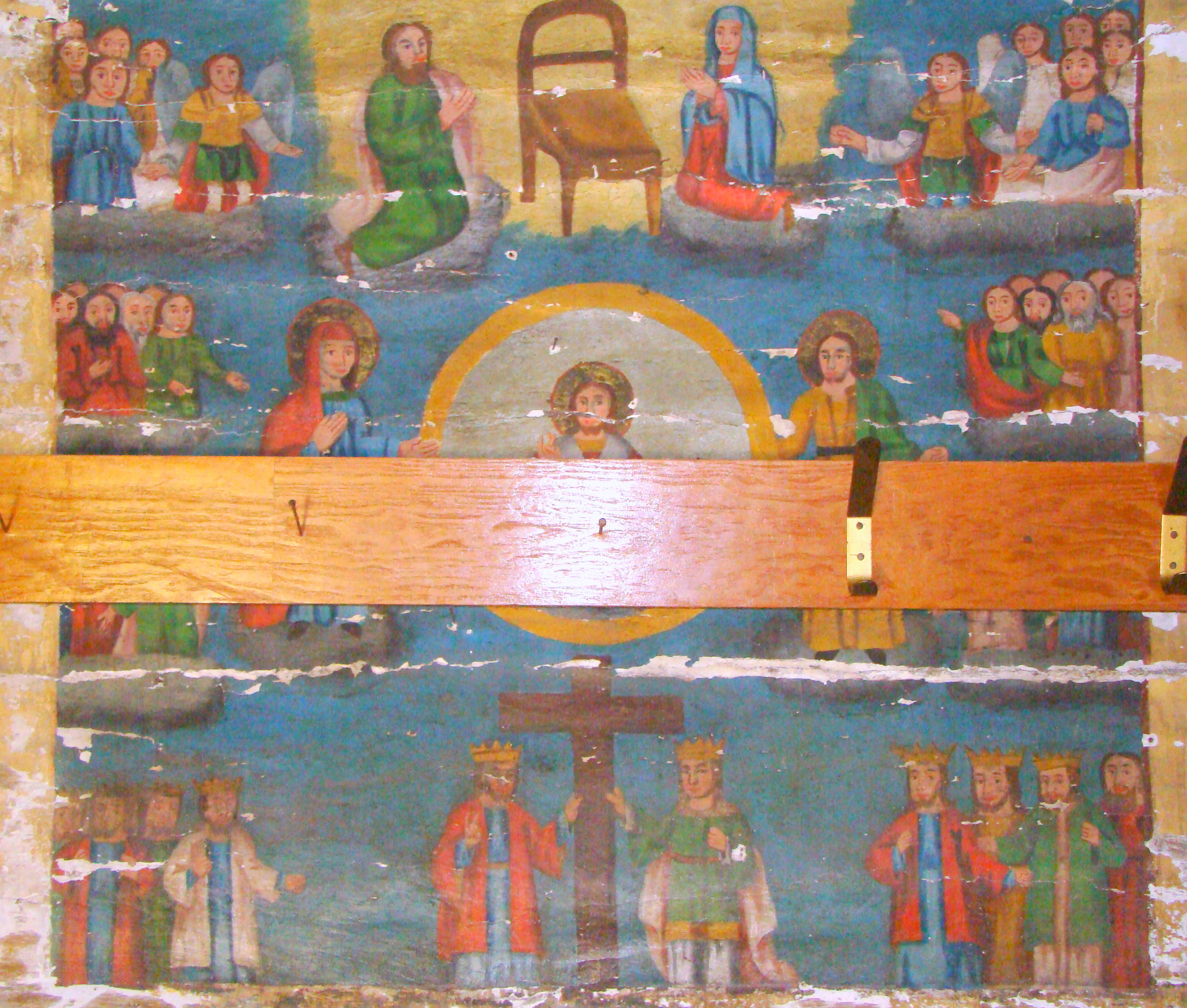
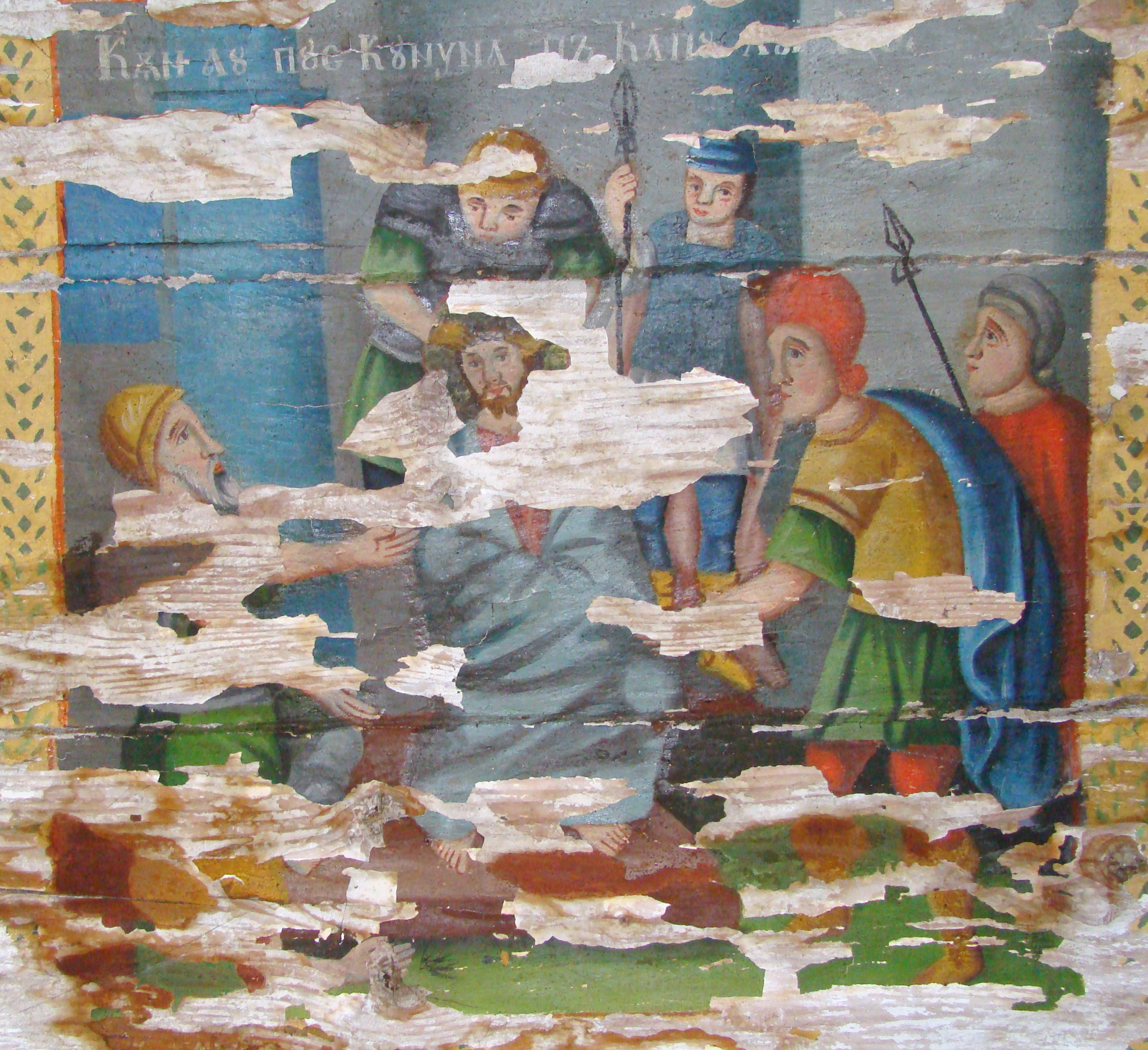
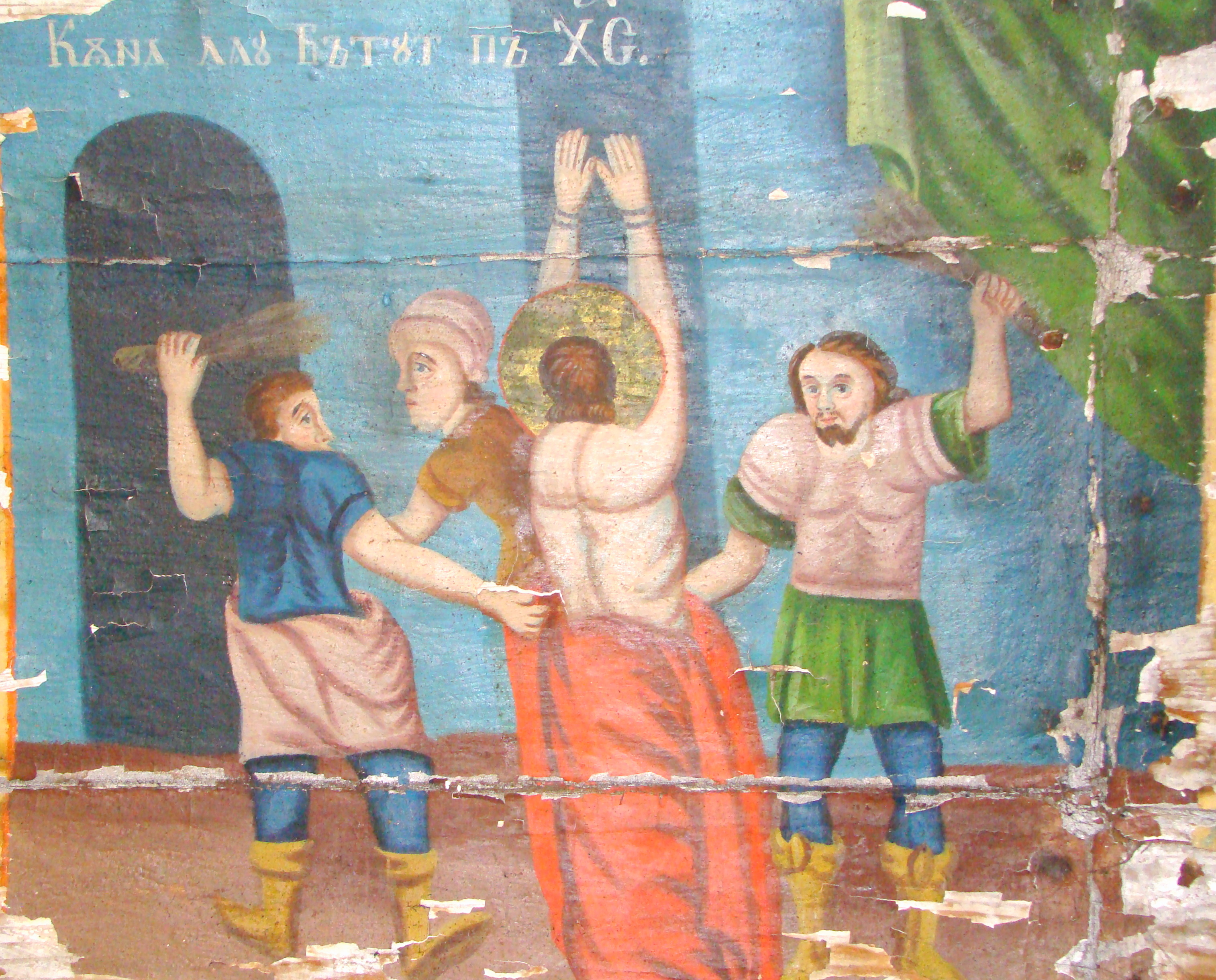
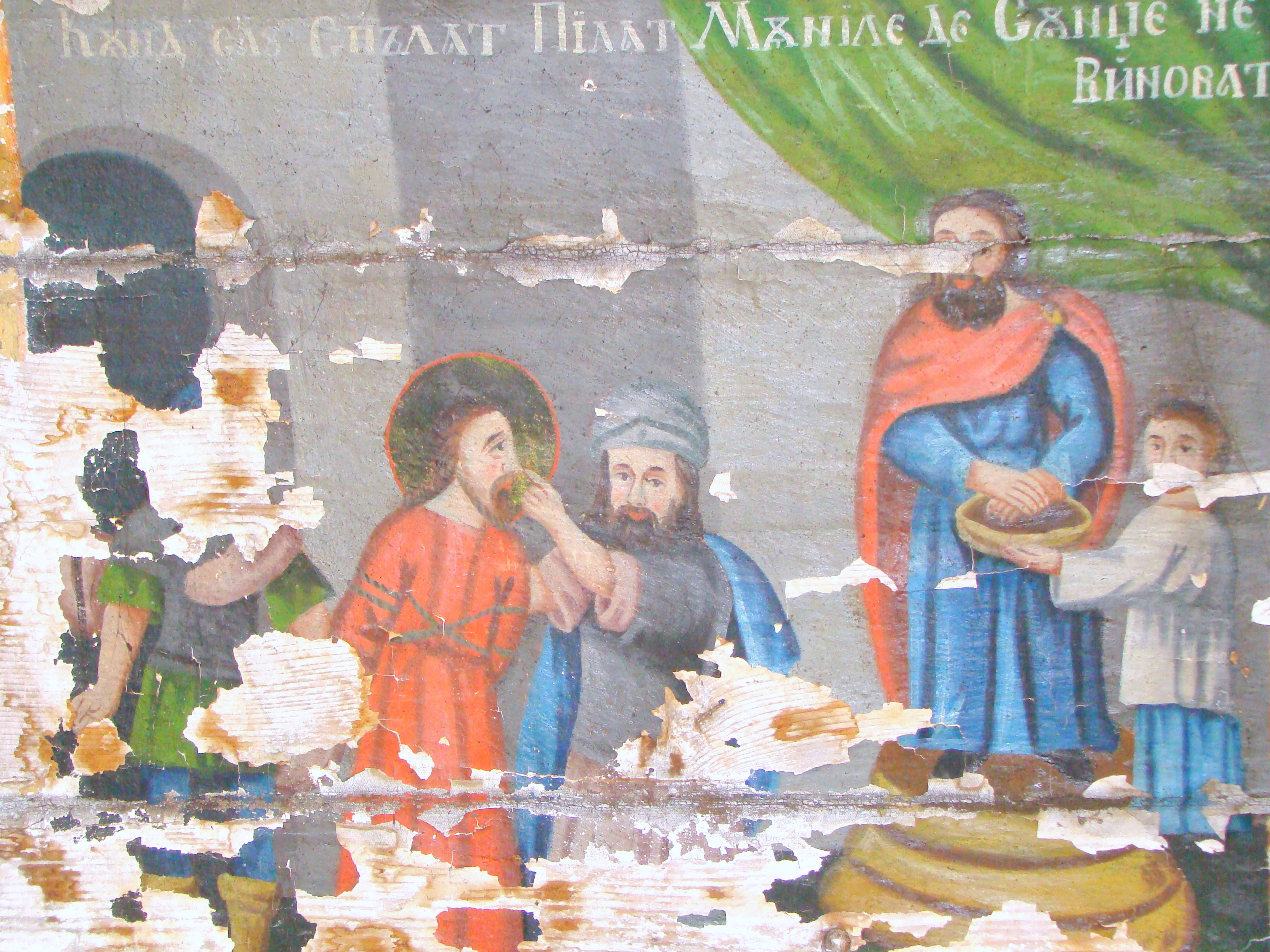
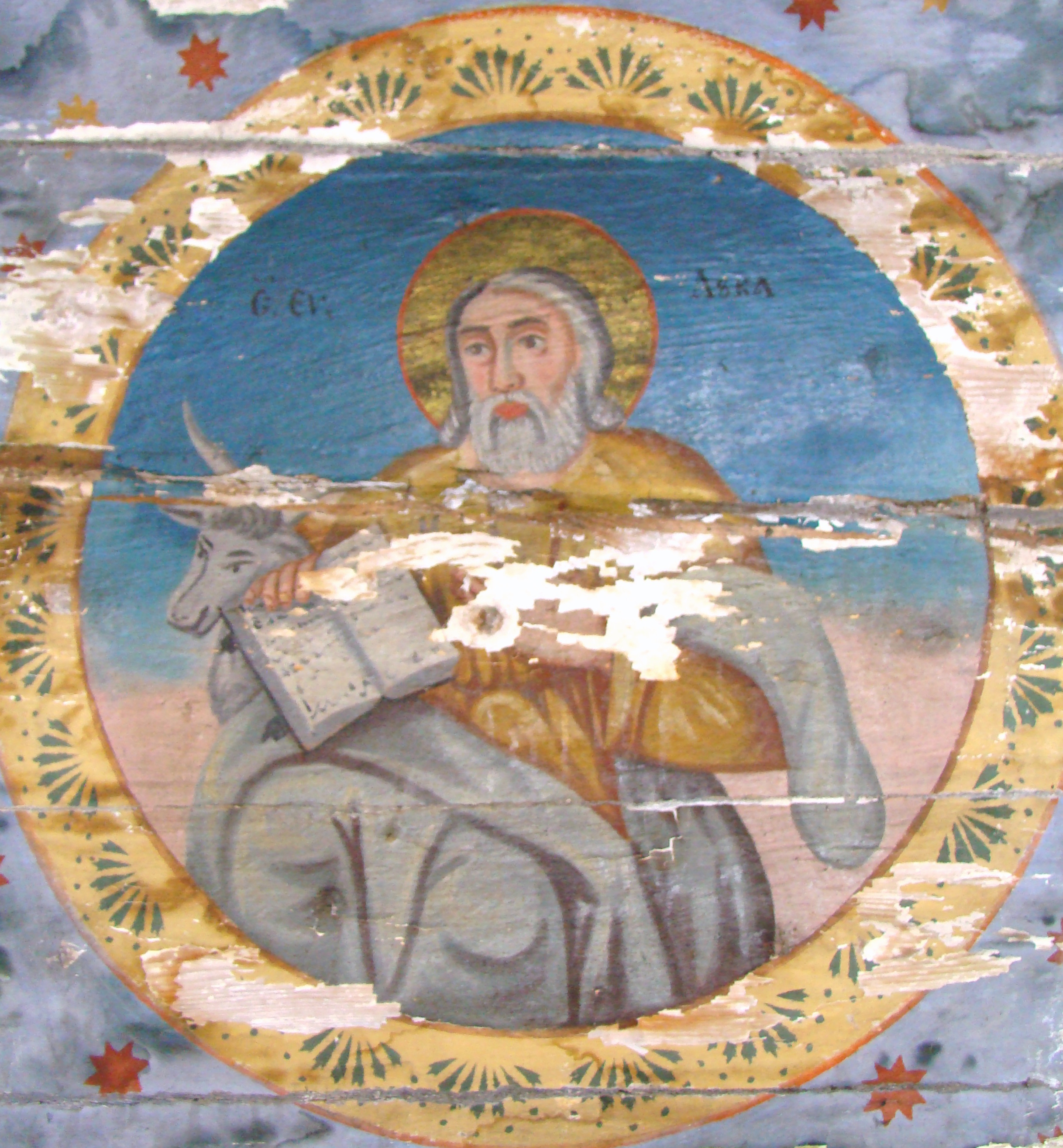
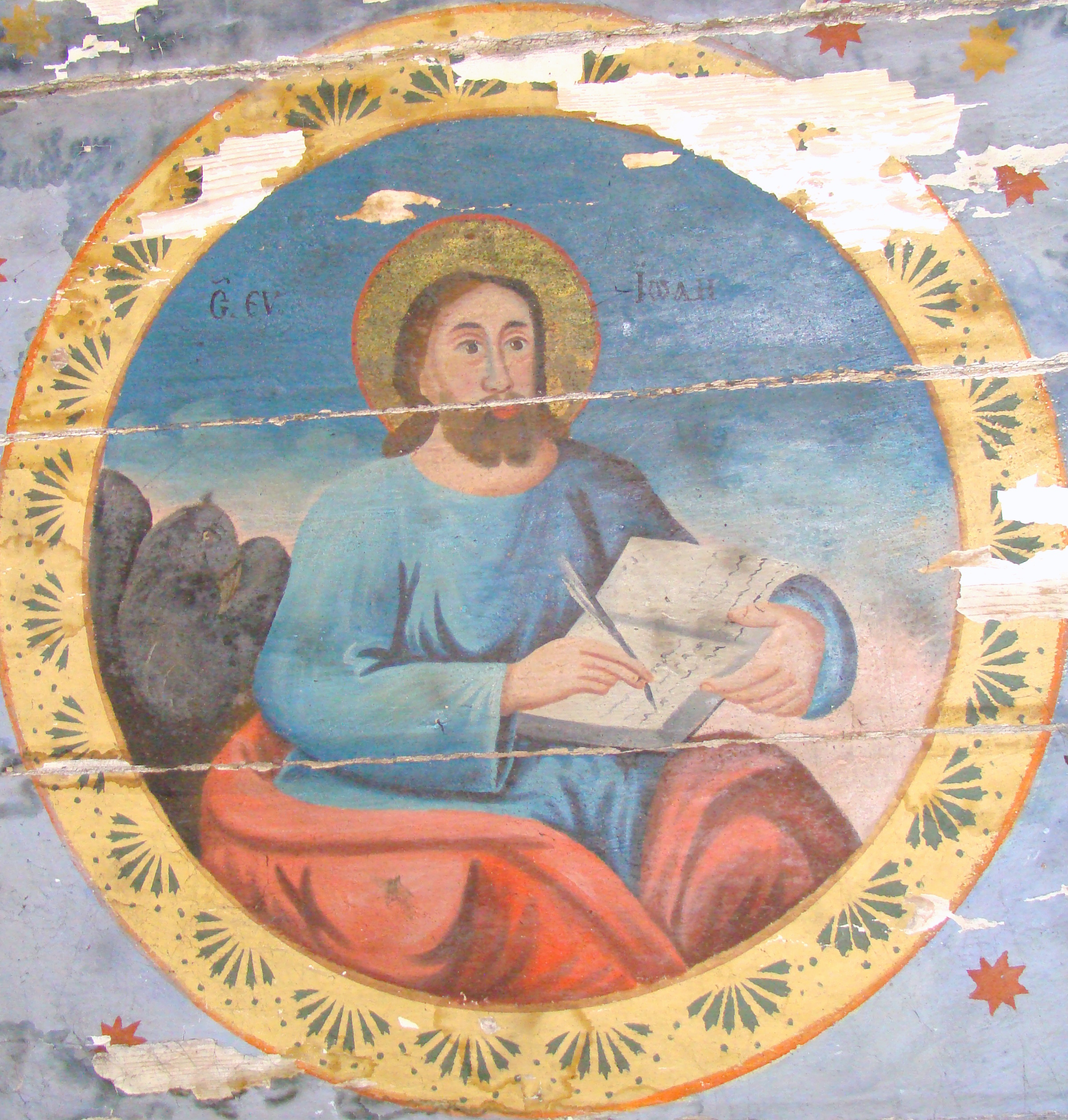
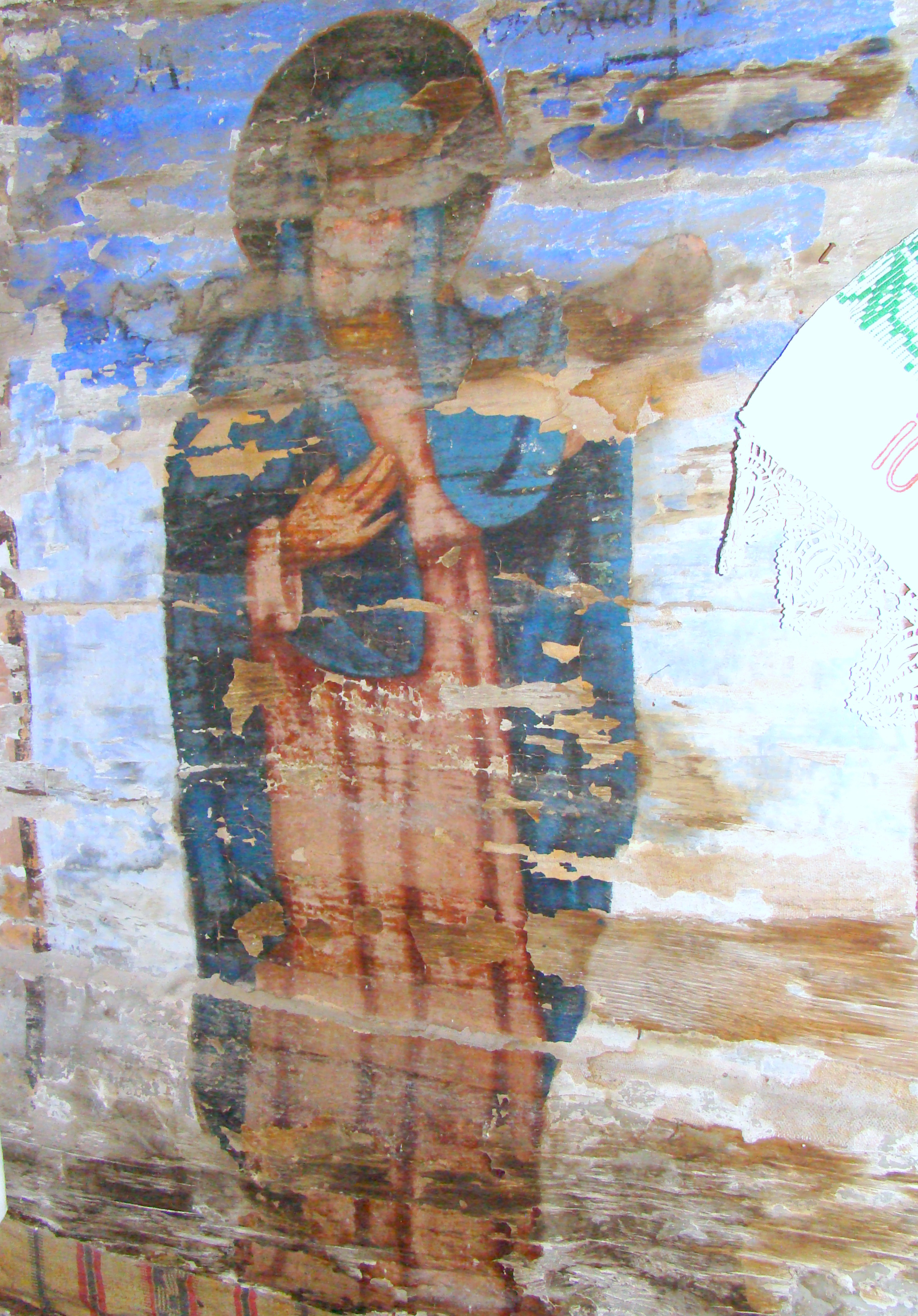
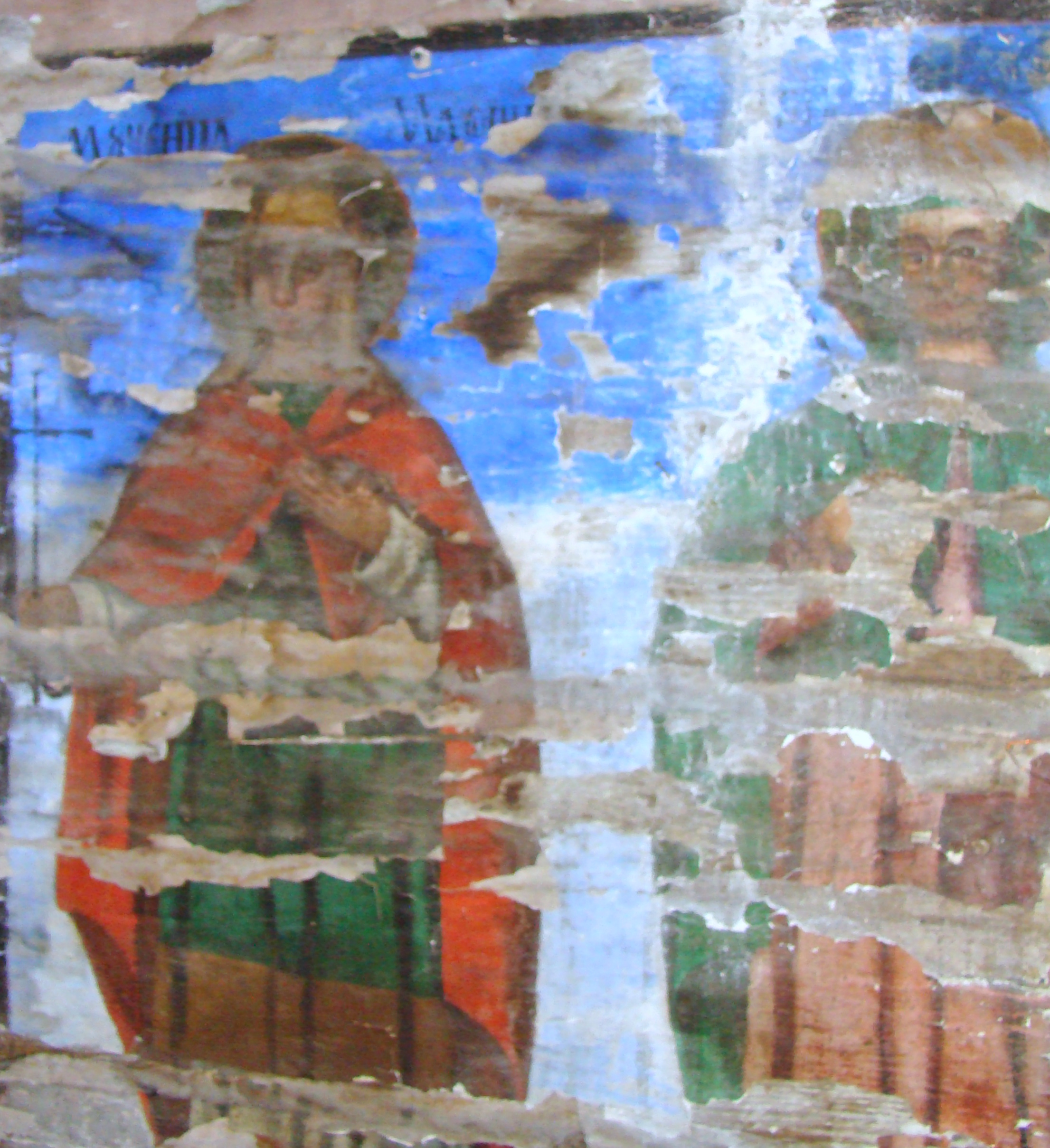
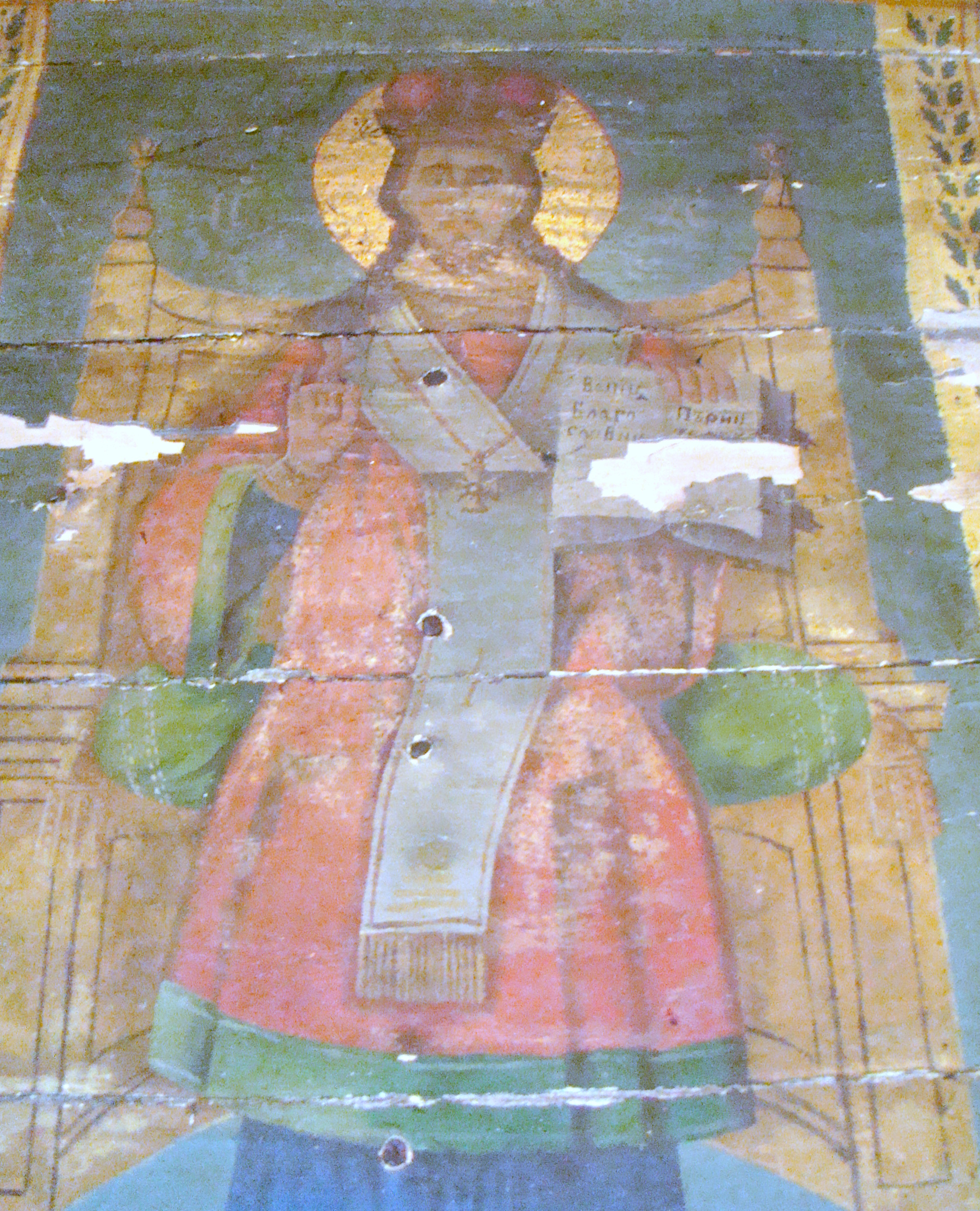
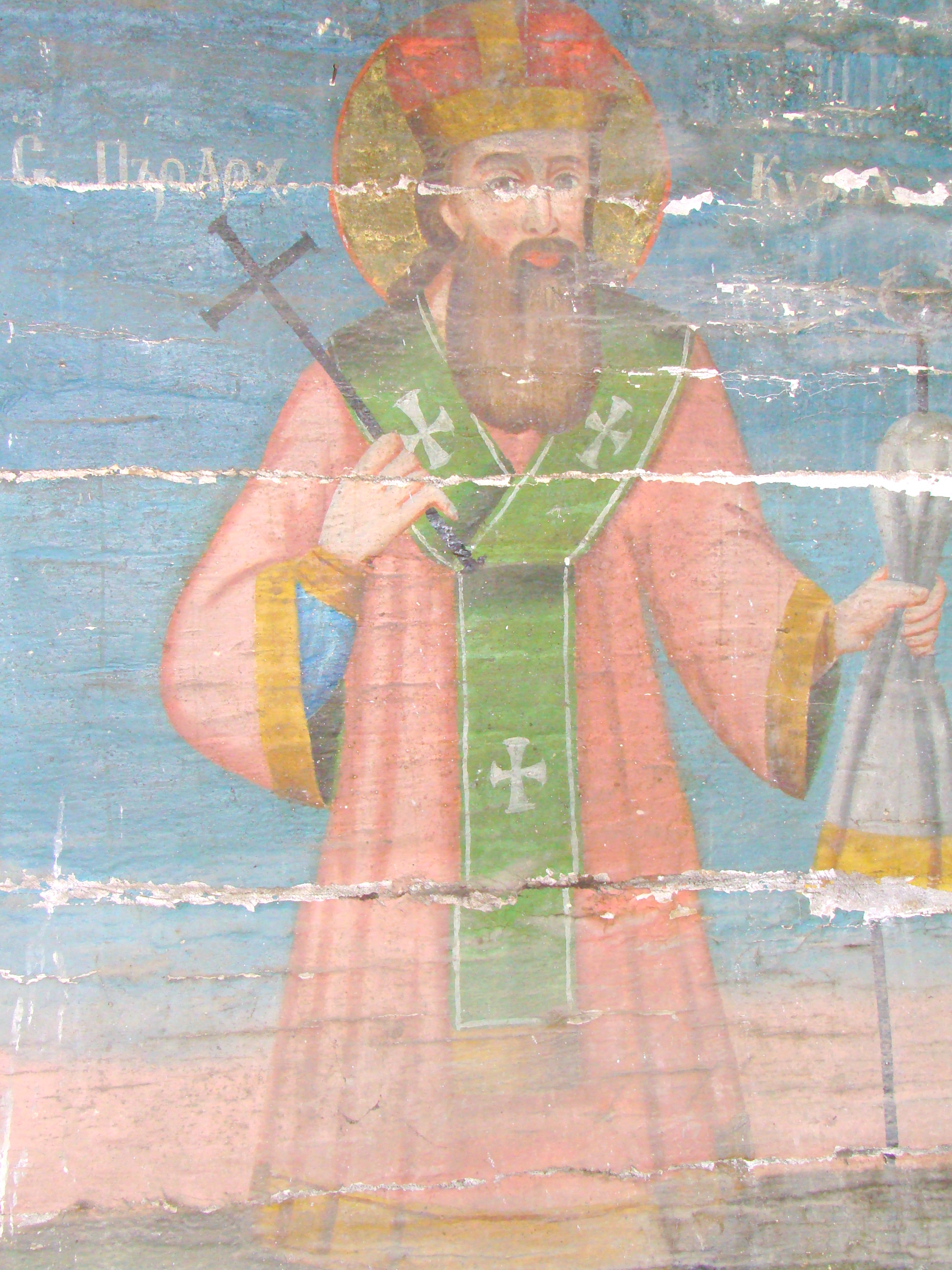
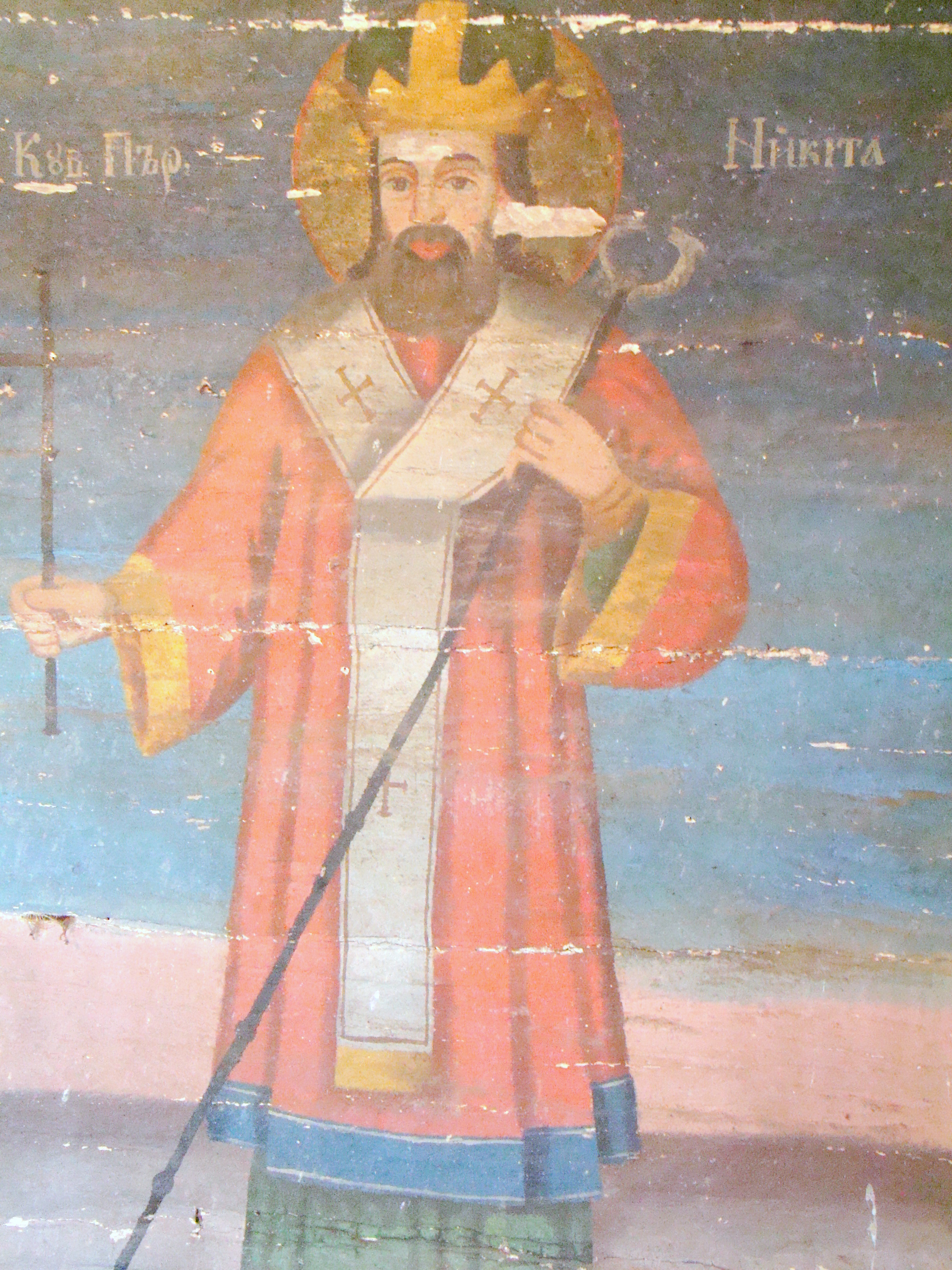
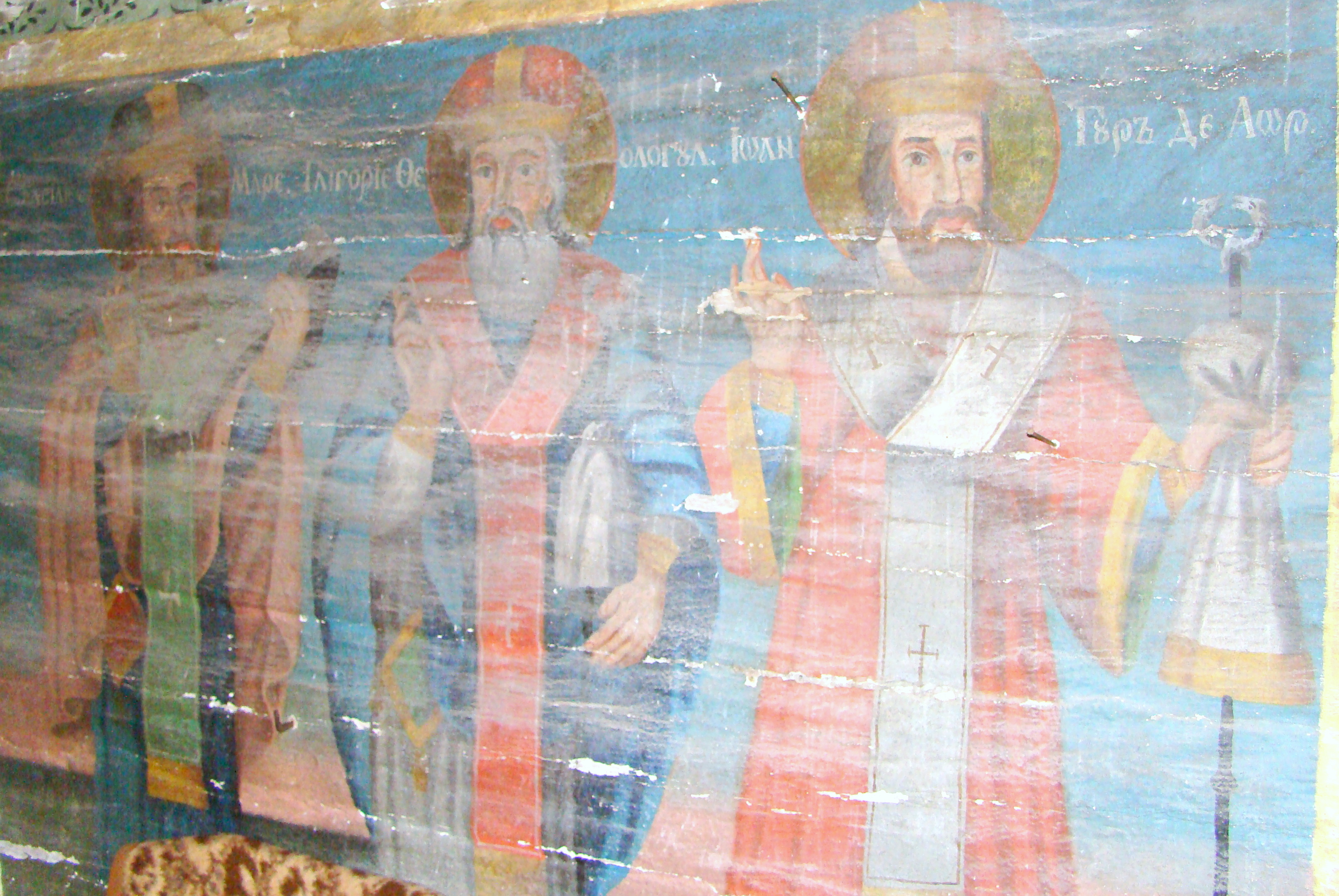
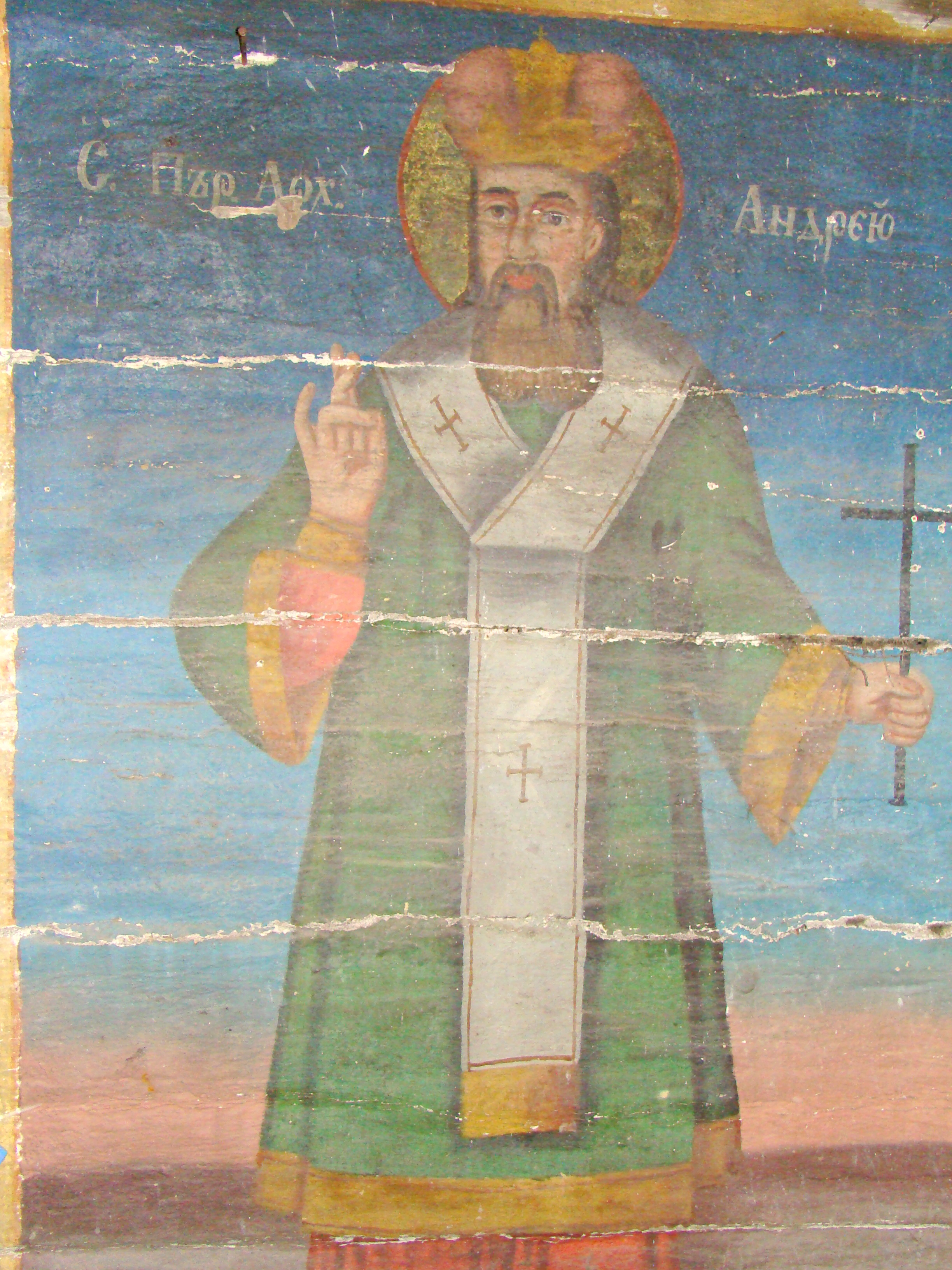
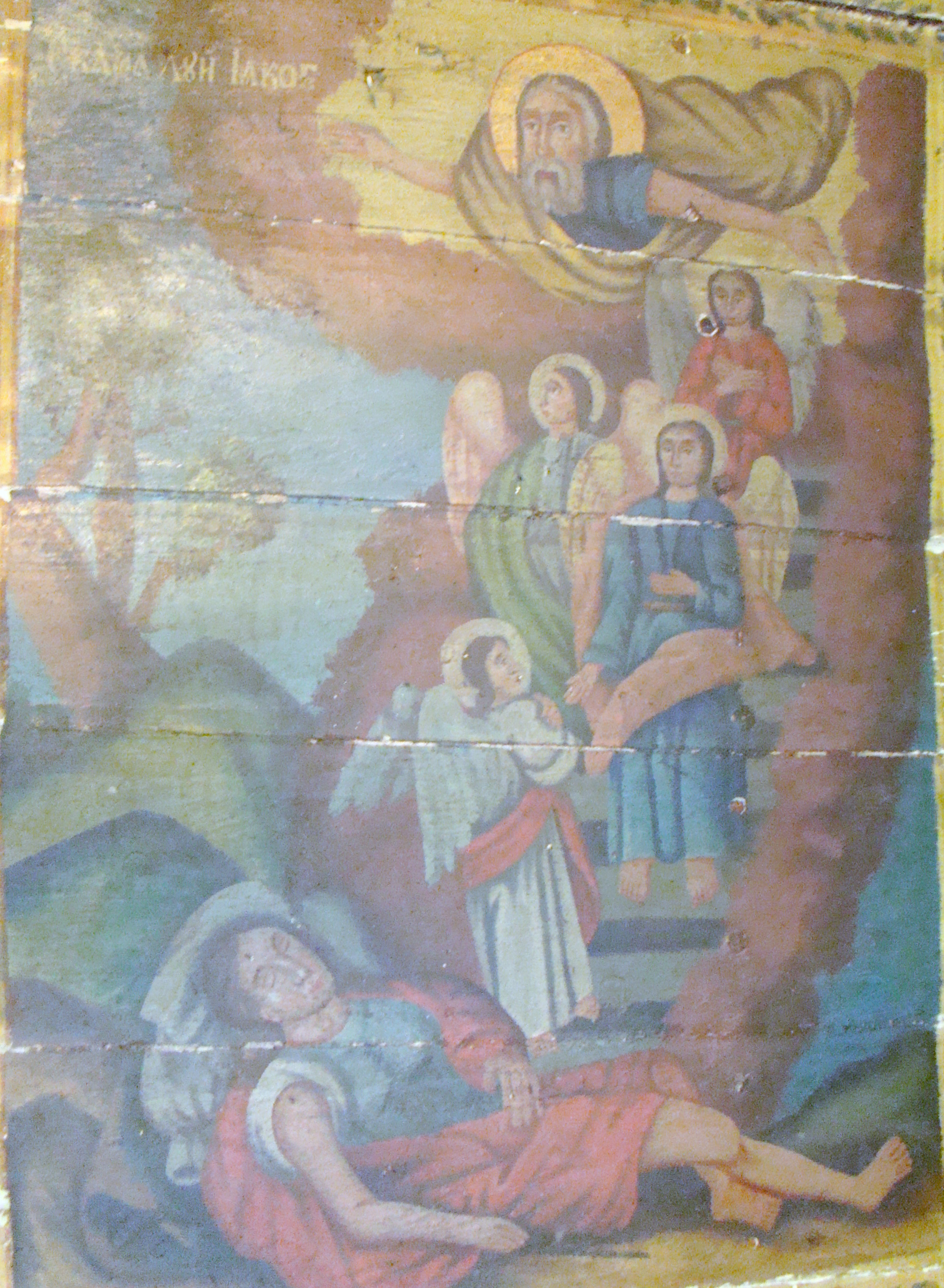
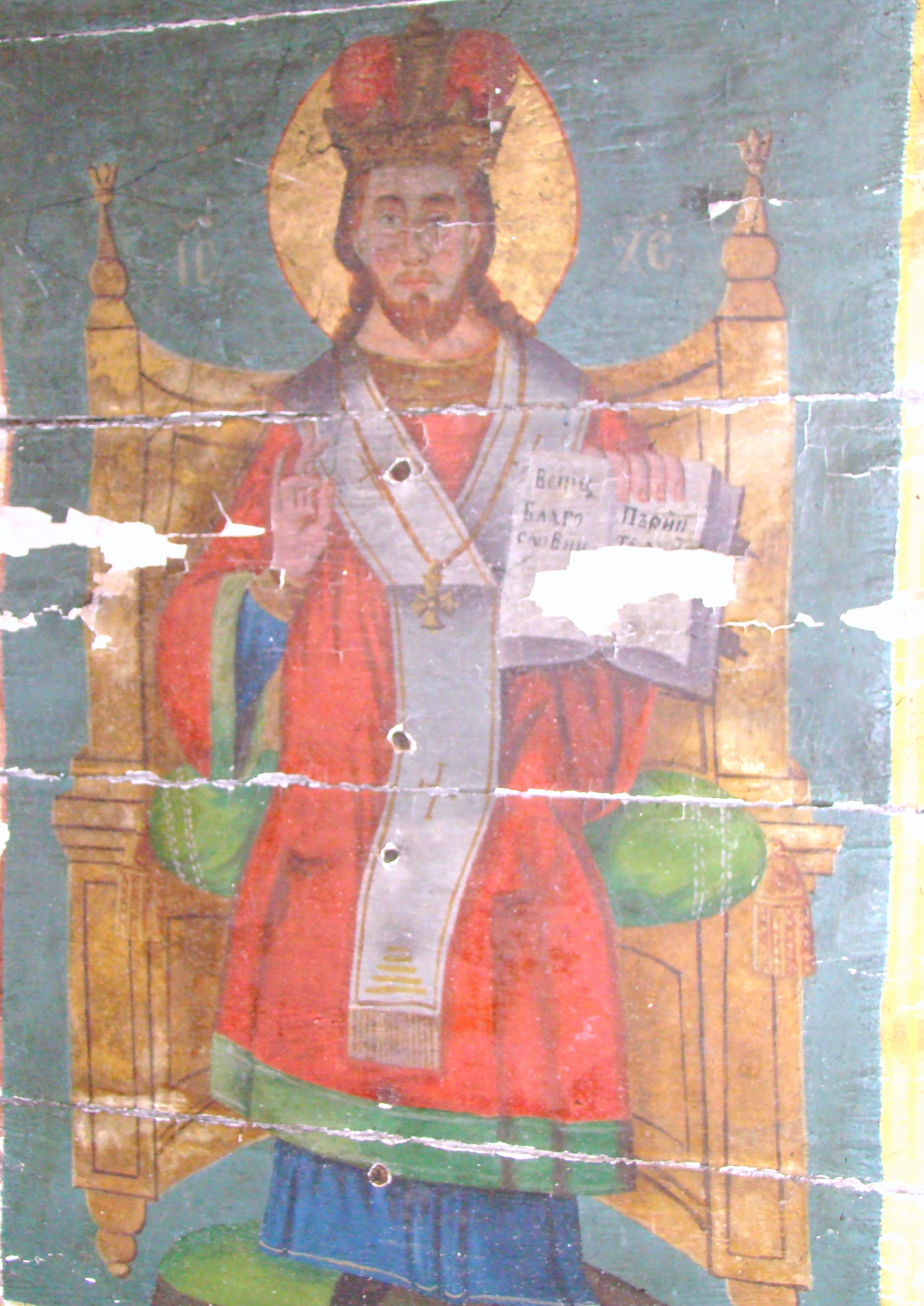